# Pokémon di terza generazione

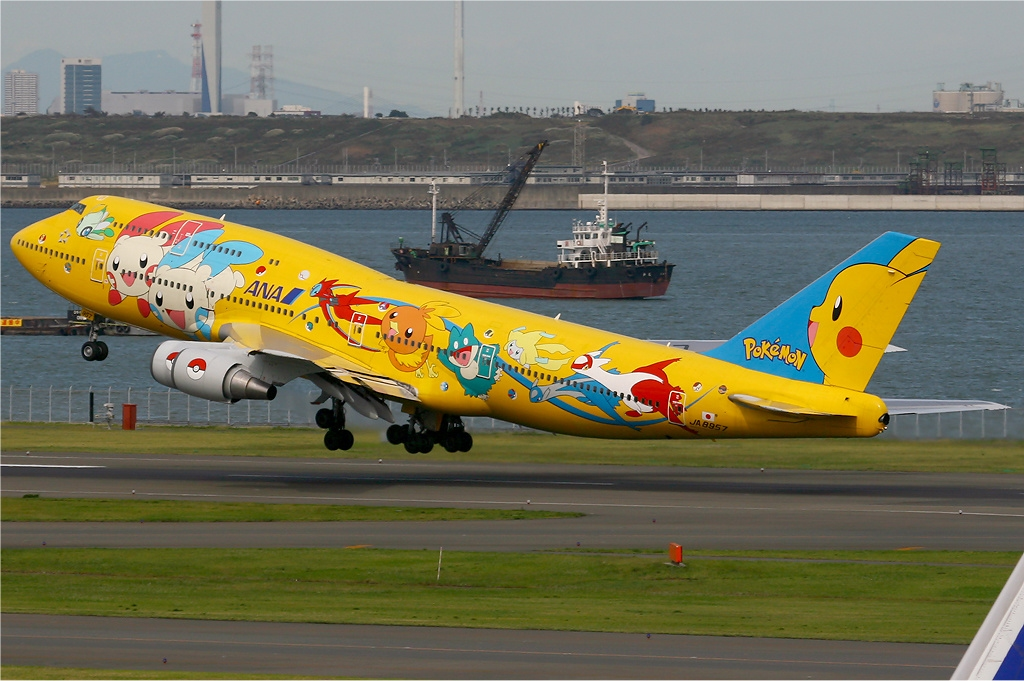
I Pokémon della terza generazione Plusle, Minun, Deoxys, Torchic, Jirachi, Latios e Latias, raffigurati sulla fusoliera di un aereo della compagnia giapponese All Nippon Airways

La terza generazione dei videogiochi della serie Pokémon comprende i titoli Pokémon Rubino e Zaffiro (2002), Pokémon Rosso Fuoco e Verde Foglia (2004) e Pokémon Smeraldo (2005). Essa introduce un nuovo gruppo di 135 Pokémon, portando il numero totale a 386.
La terza generazione ha segnato un forte stacco dalle due precedenti in quanto la quasi totalità dei Pokémon introdotti, salvo Azurill e Wynaut, non erano collegati alle creature esistenti. Essa ha inoltre incrementato notevolmente il numero di Pokémon di tipo Buio e Acciaio e quelli di doppio tipo, che erano relativamente poco comuni nelle prime due generazioni. La generazione ha ottenuto giudizi contrastanti da parte della critica. Alex Culafi di Nintendo World Report, Patricia Hernandez di Kotaku e Jerrad Wyche di The Gamer hanno elogiato il design dei nuovi Pokémon come variopinto, interessante, creativo, vario, strano e intrigante. Di diverso avviso Justin Berube di Nintendo World Report e Kat Bailey di IGN, per i quali la terza generazione si distingue per il design più brutto e debole di tutte. Per Craig Harris di IGN, invece, come ogni generazione anche la terza porta con sé design interessanti e altri meno riusciti, così che in fondo tutto dipende dai gusti dei giocatori.

## Elenco dei Pokémon
| Numero | Nome       | Evoluzione                                           |
| ------ | ---------- | ---------------------------------------------------- |
| 252    | Treecko    | Evolve in Grovyle                                    |
| 253    | Grovyle    | Evoluzione di Treecko, evolve in Sceptile            |
| 254    | Sceptile   | Evoluzione di Grovyle, megaevolve in MegaSceptile    |
| 255    | Torchic    | Evolve in Combusken                                  |
| 256    | Combusken  | Evoluzione di Torchic, evolve in Blaziken            |
| 257    | Blaziken   | Evoluzione di Combusken, megaevolve in MegaBlaziken  |
| 258    | Mudkip     | Evolve in Marshtomp                                  |
| 259    | Marshtomp  | Evoluzione di Mudkip, evolve in Swampert             |
| 260    | Swampert   | Evoluzione di Marshtomp, megaevolve in MegaSwampert  |
| 261    | Poochyena  | Evolve in Mightyena                                  |
| 262    | Mightyena  | Evoluzione di Poochyena                              |
| 263    | Zigzagoon  | Evolve in Linoone                                    |
| 264    | Linoone    | Evoluzione di Zigzagoon, evolve in Obstagoon         |
| 265    | Wurmple    | Evolve in Silcoon o Cascoon                          |
| 266    | Silcoon    | Evoluzione di Wurmple, evolve in Beautifly           |
| 267    | Beautifly  | Evoluzione di Silcoon                                |
| 268    | Cascoon    | Evoluzione di Wurmple, evolve in Dustox              |
| 269    | Dustox     | Evoluzione di Cascoon                                |
| 270    | Lotad      | Evolve in Lombre                                     |
| 271    | Lombre     | Evoluzione di Lotad, evolve in Ludicolo              |
| 272    | Ludicolo   | Evoluzione di Lombre                                 |
| 273    | Seedot     | Evolve in Nuzleaf                                    |
| 274    | Nuzleaf    | Evoluzione di Seedot, evolve in Shiftry              |
| 275    | Shiftry    | Evoluzione di Nuzleaf                                |
| 276    | Taillow    | Evolve in Swellow                                    |
| 277    | Swellow    | Evoluzione di Taillow                                |
| 278    | Wingull    | Evolve in Pelipper                                   |
| 279    | Pelipper   | Evoluzione di Wingull                                |
| 280    | Ralts      | Evolve in Kirlia                                     |
| 281    | Kirlia     | Evoluzione di Ralts, evolve in Gardevoir o Gallade   |
| 282    | Gardevoir  | Evoluzione di Kirlia, megaevolve in MegaGardevoir    |
| 283    | Surskit    | Evolve in Masquerain                                 |
| 284    | Masquerain | Evoluzione di Surskit                                |
| 285    | Shroomish  | Evolve in Breloom                                    |
| 286    | Breloom    | Evoluzione di Shroomish                              |
| 287    | Slakoth    | Evolve in Vigoroth                                   |
| 288    | Vigoroth   | Evoluzione di Slakoth, evolve in Slaking             |
| 289    | Slaking    | Evoluzione di Vigoroth                               |
| 290    | Nincada    | Evolve in Ninjask e Shedinja                         |
| 291    | Ninjask    | Evoluzione di Nincada                                |
| 292    | Shedinja   | Evoluzione di Nincada                                |
| 293    | Whismur    | Evolve in Loudred                                    |
| 294    | Loudred    | Evoluzione di Whismur, evolve in Exploud             |
| 295    | Exploud    | Evoluzione di Loudred                                |
| 296    | Makuhita   | Evolve in Hariyama                                   |
| 297    | Hariyama   | Evoluzione di Makuhita                               |
| 298    | Azurill    | Evolve in Marill                                     |
| 299    | Nosepass   | Evolve in Probopass                                  |
| 300    | Skitty     | Evolve in Delcatty                                   |
| 301    | Delcatty   | Evoluzione di Skitty                                 |
| 302    | Sableye    | Megaevolve in MegaSableye                            |
| 303    | Mawile     | Megaevolve in MegaMawile                             |
| 304    | Aron       | Evolve in Lairon                                     |
| 305    | Lairon     | Evoluzione di Aron, evolve in Aggron                 |
| 306    | Aggron     | Evoluzione di Lairon, megaevolve in MegaAggron       |
| 307    | Meditite   | Evolve in Medicham                                   |
| 308    | Medicham   | Evoluzione di Meditite, megaevolve in MegaMedicham   |
| 309    | Electrike  | Evolve in Manectric                                  |
| 310    | Manectric  | Evoluzione di Electrike, megaevolve in MegaManectric |
| 311    | Plusle     | Nessuna evoluzione                                   |
| 312    | Minun      | Nessuna evoluzione                                   |
| 313    | Volbeat    | Nessuna evoluzione                                   |
| 314    | Illumise   | Nessuna evoluzione                                   |
| 315    | Roselia    | Evoluzione di Budew, evolve in Roserade              |
| 316    | Gulpin     | Evolve in Swalot                                     |
| 317    | Swalot     | Evoluzione di Gulpin                                 |
| 318    | Carvanha   | Evolve in Sharpedo                                   |
| 319    | Sharpedo   | Evoluzione di Carvanha, megaevolve in MegaSharpedo   |
| 320    | Wailmer    | Evolve in Wailord                                    |
| 321    | Wailord    | Evoluzione di Wailmer                                |
| 322    | Numel      | Evolve in Camerupt                                   |
| 323    | Camerupt   | Evoluzione di Numel, megaevolve in MegaCamerupt      |
| 324    | Torkoal    | Nessuna evoluzione                                   |
| 325    | Spoink     | Evolve in Grumpig                                    |
| 326    | Grumpig    | Evoluzione di Spoink                                 |
| 327    | Spinda     | Nessuna evoluzione                                   |
| 328    | Trapinch   | Evolve in Vibrava                                    |
| 329    | Vibrava    | Evoluzione di Trapinch, evolve in Flygon             |
| 330    | Flygon     | Evoluzione di Vibrava                                |
| 331    | Cacnea     | Evolve in Cacturne                                   |
| 332    | Cacturne   | Evoluzione di Cacnea                                 |
| 333    | Swablu     | Evolve in Altaria                                    |
| 334    | Altaria    | Evoluzione di Swablu, megaevolve in MegaAltaria      |
| 335    | Zangoose   | Nessuna evoluzione                                   |
| 336    | Seviper    | Nessuna evoluzione                                   |
| 337    | Lunatone   | Nessuna evoluzione                                   |
| 338    | Solrock    | Nessuna evoluzione                                   |
| 339    | Barboach   | Evolve in Whiscash                                   |
| 340    | Whiscash   | Evoluzione di Barboach                               |
| 341    | Corphish   | Evolve in Crawdaunt                                  |
| 342    | Crawdaunt  | Evoluzione di Corphish                               |
| 343    | Baltoy     | Evolve in Claydol                                    |
| 344    | Claydol    | Evoluzione di Baltoy                                 |
| 345    | Lileep     | Evolve in Cradily                                    |
| 346    | Cradily    | Evoluzione di Lileep                                 |
| 347    | Anorith    | Evolve in Armaldo                                    |
| 348    | Armaldo    | Evoluzione di Anorith                                |
| 349    | Feebas     | Evolve in Milotic                                    |
| 350    | Milotic    | Evoluzione di Feebas                                 |
| 351    | Castform   | Nessuna evoluzione                                   |
| 352    | Kecleon    | Nessuna evoluzione                                   |
| 353    | Shuppet    | Evolve in Banette                                    |
| 354    | Banette    | Evoluzione di Shuppet, megaevolve in MegaBanette     |
| 355    | Duskull    | Evolve in Dusclops                                   |
| 356    | Dusclops   | Evoluzione di Duskull, evolve in Dusknoir            |
| 357    | Tropius    | Nessuna evoluzione                                   |
| 358    | Chimecho   | Evoluzione di Chingling                              |
| 359    | Absol      | Megaevolve in MegaAbsol                              |
| 360    | Wynaut     | Evolve in Wobbuffet                                  |
| 361    | Snorunt    | Evolve in Glalie o Froslass                          |
| 362    | Glalie     | Evoluzione di Snorunt, megaevolve in MegaGlalie      |
| 363    | Spheal     | Evolve in Sealeo                                     |
| 364    | Sealeo     | Evoluzione di Spheal, evolve in Walrein              |
| 365    | Walrein    | Evoluzione di Sealeo                                 |
| 366    | Clamperl   | Evolve in Huntail o Gorebyss                         |
| 367    | Huntail    | Evoluzione di Clamperl                               |
| 368    | Gorebyss   | Evoluzione di Clamperl                               |
| 369    | Relicanth  | Nessuna evoluzione                                   |
| 370    | Luvdisc    | Nessuna evoluzione                                   |
| 371    | Bagon      | Evolve in Shelgon                                    |
| 372    | Shelgon    | Evoluzione di Bagon, evolve in Salamence             |
| 373    | Salamence  | Evoluzione di Shelgon, megaevolve in MegaSalamence   |
| 374    | Beldum     | Evolve in Metang                                     |
| 375    | Metang     | Evoluzione di Beldum, evolve in Metagross            |
| 376    | Metagross  | Evoluzione di Metang, megaevolve in MegaMetagross    |
| 377    | Regirock   | Nessuna evoluzione                                   |
| 378    | Regice     | Nessuna evoluzione                                   |
| 379    | Registeel  | Nessuna evoluzione                                   |
| 380    | Latias     | Megaevolve in MegaLatias                             |
| 381    | Latios     | Megaevolve in MegaLatios                             |
| 382    | Kyogre     | Archeorisveglio in ArcheoKyogre                      |
| 383    | Groudon    | Archeorisveglio in ArcheoGroudon                     |
| 384    | Rayquaza   | Megaevolve in MegaRayquaza                           |
| 385    | Jirachi    | Nessuna evoluzione                                   |
| 386    | Deoxys     | Nessuna evoluzione                                   |

### Treecko
Treecko (キモリ?, Kimori) è un Pokémon base di tipo Erba. Si evolve in Grovyle con l'aumento di livello. È uno dei Pokémon iniziali di Pokémon Rubino e Zaffiro, Pokémon Smeraldo e Pokémon Rubino Omega e Zaffiro Alpha. Viene definito il Pokémon Legnogeco. Dispone di piccoli uncini sulla pianta delle zampe posteriori che gli consentono di arrampicarsi su pareti verticali. La sua coda voluminosa e sensibile viene impiegata per attaccare i nemici e rilevare le condizioni atmosferiche future. Di indole calma e posata, non si lascia mai prendere dal panico. Quando affronta un nemico più grande di lui, lo fissa dritto negli occhi senza la minima esitazione, il che gli permette di difendere accanitamente il proprio territorio da chiunque si avvicini. È considerato il protettore degli alberi.
Nell'anime, Treecko appare per la prima volta nel corso dell'episodio Una nuova compagna di viaggio (Get the Show on the Road). In I Pokémon degli alberi (Tree's a Crowd) Ash Ketchum ne cattura un esemplare. Treecko è inoltre il Pokémon iniziale di Sandro, apparso per la prima volta in Lotta con stile e un sorriso smagliante! (Battling with Elegance and a Big Smile!).

### Grovyle
Grovyle (ジュプトル?, Juputoru) è un Pokémon di primo stadio di tipo Erba. Si evolve da Treecko ed evolve a sua volta in Sceptile con l'aumento di livello. Viene definito il Pokémon Legnogeco. Vive in foreste e giungle fitte, nelle quali si sposta di albero in albero arrampicandosi e spiccando grandi balzi grazie agli sviluppati muscoli delle zampe posteriori. Le foglie che crescono sul suo corpo gli permettono una perfetta mimetizzazione tra il fogliame. Grovyle è uno dei personaggi principali di Pokémon Mystery Dungeon: Esploratori del tempo ed Esploratori dell'oscurità e Pokémon Mystery Dungeon: Esploratori del cielo. Nell'anime un Grovyle di proprietà di Natasha appare per la prima volta nel corso dell'episodio I semini della discordia (What You Seed is What You Get). Ash Ketchum e Sandro possiedono esemplari del Pokémon, evoluzione dei loro Treecko.

### Sceptile
Sceptile (ジュカイン?, Jukain) è un Pokémon di secondo stadio di tipo Erba. Si evolve da Grovyle. Viene definito il Pokémon Foresta. Ha dei semi che gli crescono sulla schiena e foglie affilate che ricoprono il corpo e le zampe anteriori, in grado di tagliare anche grandi alberi. Caccia le prede spostandosi di albero in albero e sorprendendole con la sua elevata agilità. Altrimenti passa il tempo a crogiolarsi al sole o a curare le piante della foresta.
In Pokémon Rubino Omega e Zaffiro Alpha ottiene una megaevoluzione denominata MegaSceptile, che acquisisce il tipo aggiuntivo Drago. Nell'anime Sceptile appare per la prima volta nel corso dell'episodio Gioie e dolori (Shocks and Bonds). Allenatori che schierano il Pokémon sono Ash Ketchum, Sandro e Tyson. Nel manga Pokémon Adventures lo Sceptile evolutosi dal Treecko di Lino viene catturato da Guile Hideout e impiegato come Pokémon a nolo nell'Azienda Lotta, fino a quando viene reclutato da Emerald.

### Torchic
Torchic (アチャモ?, Achamo) è un Pokémon base di tipo Fuoco. Si evolve in Combusken con l'aumento di livello. È uno dei Pokémon iniziali di Pokémon Rubino e Zaffiro, Pokémon Smeraldo e Pokémon Rubino Omega e Zaffiro Alpha. Viene definito il Pokémon Pulcino. Dispone di una sacca di fuoco nel ventre, che gli permette di sputare fiamme e sfere infuocate della temperatura di 1000 °C. È ricoperto da un piumaggio soffice e caldo.
In Pokémon Oro HeartGold e Argento SoulSilver è possibile ottenere un esemplare di Treecko da Rocco Petri una volta sconfitto Rosso. Nell'anime Vera ottiene un esemplare di Torchic come Pokémon iniziale dal Professor Birch.

### Combusken
Combusken (ワカシャモ?, Wakashamo) è un Pokémon di primo stadio di tipo Fuoco/Lotta. Si evolve da Torchic ed evolve a sua volta in Blaziken con l'aumento di livello. Viene definito il Pokémon Rampollo. È animato da un forte spirito combattivo, che lo porta ad allenarsi costantemente e a lanciare versi acuti per caricarsi e intimorire gli avversari. Si allena costantemente per allenare gli arti superiori e inferiori, e questi ultimi sono in grado di scagliare dieci calci al secondo.
Nell'anime Combusken appare per la prima volta nel corso dell'episodio Evoluzione a sorpresa (Having a Wailord of a Time) in cui un esemplare di Torchic si evolve per difendersi dal Corphish di Ash Ketchum. In Le mele della discordia (A Shroomish Skirmish) il Torchic di Vera si evolve in Combusken.

### Blaziken
Blaziken (バシャーモ?, Bashāmo) è un Pokémon di secondo stadio di tipo Fuoco/Lotta. Si evolve da Combusken. Viene definito il Pokémon Vampe. Ammanta i suoi pugni con le fiamme sprigionate dai polsi così da scottare i propri nemici. L'intensità di tali fiamme aumenta con la forza del nemico. Le sue zampe posteriori lo rendono in grado di spiccare poderosi calci e ampi balzi. In Pokémon X e Y ottiene una megaevoluzione denominata MegaBlaziken.
Nell'anime alcuni esemplari di Blaziken sono schierati da Harrison, Vera e Cetrillo. Un altro esemplare del Pokémon è presente nel film Pokémon: Destiny Deoxys. MegaBlaziken appare per la prima volta nel corso dell'episodio Kalos, dove iniziano i sogni e le avventure! (Kalos, Where Dreams and Adventures Begin!). Nel manga Pokémon Adventures Sapphire possiede un Blaziken.
Il suo aspetto ha polarizzato la critica, tra chi lo ha apprezzato e chi invece lo ha avvertito come brutto, strano e con un improbabile stile anni settanta. Tuttavia è considerato uno dei migliori Pokémon della terza generazione e di tipo fuoco in generale.

### Mudkip
Mudkip (ミズゴロウ?, Mizugorou) è un Pokémon base di tipo Acqua. Si evolve in Marshtomp con l'aumento di livello. È uno dei Pokémon iniziali di Pokémon Rubino e Zaffiro, Pokémon Smeraldo e Pokémon Rubino Omega e Zaffiro Alpha. Viene definito il Pokémon Fango Pesce. Ama le acque fangose, in cui respira tramite le proprie branchie. La pinna sulla testa agisce da radar in grado di percepire i movimenti nelle circostanze, mentre quella sulla coda gli conferisce una straordinaria accelerazione in acqua. Se messo alle strette scatena una forza sorprendente, tale da frantumare grandi rocce.
Nell'anime Mudkip appare per la prima volta nel corso dell'episodio Una nuova compagna di viaggio (Get the Show on the Road). In L'uomo della palude (A Mudkip Mission) Brock cattura un esemplare del Pokémon. Nel manga Pokémon Adventures, Ruby ha posseduto un Mudkip.

### Marshtomp
Marshtomp (ヌマクロー?, Numakurō) è un Pokémon di primo stadio di tipo Acqua/Terra. Si evolve da Mudkip ed evolve a sua volta in Swampert con l'aumento di livello. Viene definito il Pokémon Fango Pesce. Questo Pokémon ha una pellicola sottile e appiccicosa che avvolge il suo corpo che gli consente di vivere sulla terraferma. Il suo corpo si indebolisce se la sua pelle si secca, quindi gioca nel fango delle spiagge quando la marea è bassa per reintegrare i liquidi.
È in grado di muoversi più velocemente nel fango che nell'acqua. Con le sue gambe robuste, ha un buon appoggio nel fango che gli permette di sopraffare gli avversari.
Nell'anime Marshtomp appare per la prima volta nel corso dell'episodio Il relitto (Abandon Ship!). Ne La farmacia (A Chip Off the Old Brock) il Mudkip di Brock si evolve in Marshtomp.

### Swampert
Swampert (ラグラージ?, Ragurāji) è un Pokémon di secondo stadio di tipo Acqua/Terra. Si evolve da Marshtomp. Viene definito il Pokémon Fango Pesce. Può trascinare facilmente oltre una tonnellata, nuotare più velocemente di un aquascooter e la sua vista acuta che gli consente di vedere in acque torbide. Swampert ha anche la capacità di prevedere le tempeste grazie alle sue pinne, rilevando sottili differenze nei suoni delle onde e dei venti di marea. Quando si avvicina una tempesta, Swampert accumula massi per proteggere il suo nido, situato generalmente sulle spiagge.
In Pokémon Rubino Omega e Zaffiro Alpha ottiene una megaevoluzione denominata MegaSwampert.
Nell'anime Swampert appare per la prima volta nel corso dell'episodio Il relitto (Abandon Ship!). In Ash a lezione di strategia (Tactics Theatrics!) Tolomeo utilizza un esemplare del Pokémon contro Ash Ketchum.

### Poochyena
Poochyena (ポチエナ?, Pochiena) è un Pokémon base di tipo Buio. Si evolve in Mightyena con l'aumento di livello. Viene definito il Pokémon Morso. Poochyena ha un olfatto molto acuto, che gli permette di trovare e inseguire la preda con facilità. Morde tutto ciò che si muove e fa rizzare i peli sulla coda per intimidire i suoi nemici. Conosciuto per la sua natura tenace, insegue la preda fino a quando la vittima non è esausta. Se la sua preda contrattacca, tende a scappare.
Nell'anime Poocheyna appare per la prima volta nel corso dell'episodio Una nuova compagna di viaggio (Get the Show on the Road) in cui il Professor Birch viene attaccato da tre esemplari del Pokémon. In Un'esperienza memorabile (A Bite to Remember) Max aiuta un Poochyena a evolversi.

### Mightyena
Mightyena (グラエナ?, Guraena) è un Pokémon di primo stadio di tipo Buio. Si evolve da Poochyena. Viene definito il Pokémon Morso. Allo stato brado è abituato a vivere in branco e a ubbidire agli ordini del leader, e pertanto segue fedelmente gli ordini del suo capo nella caccia. Dà segnali evidenti quando sta per attaccare, poiché inizia a ringhiare profondamente e appiattisce il corpo. Se ritiene il suo Allenatore esperto, obbedirà sempre ai suoi ordini.
Nell'anime Mightyena appare per la prima volta nel corso dell'episodio Un'esperienza memorabile (A Bite to Remember). Sia Butch del Team Rocket che alcuni membri del Team Magma utilizzano esemplari del Pokémon.

### Zigzagoon
Zigzagoon (ジグザグマ?, Jiguzaguma) è un Pokémon base di tipo Normale. Si evolve in Linoone con l'aumento di livello. Viene definito il Pokémon Procione. Molto curioso, perlustra il suo territorio a destra e a manca in cerca di oggetti che attirano la sua attenzione, muovendosi sempre a zig zag. Strofina i peli ispidi della schiena contro gli alberi per marcare il suo territorio e fa il morto per ingannare gli avversari in battaglia.
Gli Zigzagoon di Galar sono noti per essere costantemente in movimento e si ritiene che siano la specie originaria. Si divertono a combattere al punto da provocare altri Pokémon. Gli umani tuttavia scambiano queste manifestazioni per affetto, con grande frustrazione degli Zigzagoon.
Nell'anime Zigzagoon appare per la prima volta nel corso dell'episodio I Pokémon della foresta (In the Knicker of Time!). Altri esemplari del Pokémon sono presenti in La famiglia Vinci (Candid Camerupt!) e Il ladruncolo (Showdown At Linoone!).

### Linoone
Linoone (マッスグマ?, Massuguma) è un Pokémon di primo stadio di tipo Normale. Si evolve da Zigzagoon. Viene definito il Pokémon Sfrecciante. Può correre fino a 100 km/h, ma non di sterzare repentinamente o di percorrere delle curve. Spesso non riesce a catturare la preda perché è in grado di correre solo in linea retta, e perciò si muove faticosamente su strade curve e tortuose. Quando vede la preda sott'acqua, salta dentro e usa i suoi artigli affilati per catturarla.
A Galar Linoone ha un manto bianco e nero a causa del duro ambiente della regione e della concorrenza tra le specie. Ciò ha consentito al suo istinto di sopravvivenza di migliorarsi, portando alla capacità di evolversi in Obstagoon. Il Linoone di Galar è noto per essere avventato e temerario. È così sconsiderato da affrontare avversari molto più forti di lui senza pensarci due volte. Linoone è noto per usare la sua lunga lingua per schernire gli avversari. Una volta che il nemico è su tutte le furie, Linoone si scaglia contro l'avversario, lo attacca con spintoni poderosi. Questi tratti rendono il Linoone di Galar molto popolare tra i giovani infelici e arrabbiati della regione, che non hanno un posto dove tirare fuori la loro rabbia e frustrazione.
Nell'anime Linoone appare per la prima volta nel corso dell'episodio Il ladruncolo (Showdown At Linoone!). Altri esemplari del Pokémon sono presenti in Un Pokémon generoso (Gettin' Twiggy With It!) e L'Accademia Estiva Pokémon (Camping It Up!).

### Wurmple
Wurmple (ケムッソ?, Kemusso) è un Pokémon base di tipo Coleottero. Si evolve in Silcoon o Cascoon con l'aumento di livello e in base alla statistica personalità, generata casualmente quando il Pokémon viene incontrato la prima volta. Viene definito il Pokémon Baco. Con le ventose che ha sulle zampe si sposta tra i rami degli alberi e tra il fogliame, nutrendosi di foglie o della linfa delle piante, che raggiunge scortecciando i fusti con i suoi aculei. Può sputare seta bianca che diventa appiccicosa se esposta all'aria. Mangia le foglie e strappa la corteccia dagli alberi per nutrirsi della linfa. I Pokémon uccello sono i suoi predatori naturali, da cui si difende con il veleno presente nei suoi aculei o con la sua bava appiccicosa.
Nell'anime Wurmple appare per la prima volta nel corso dell'episodio La prima cattura di Vera (All in a Day's Wurmple) in cui sia Vera che Jessie del Team Rocket catturano un esemplare del Pokémon.

### Silcoon
Silcoon (カラサリス?, Kurisarisu) è un Pokémon di primo stadio di tipo Coleottero. Si evolve da Wurmple ed evolve a sua volta in Beautifly con l'aumento di livello. Viene definito il Pokémon Bozzolo. Si avvolge in una robusta crisalide da cui sporgono solo i suoi occhi. Attende immobile l'evoluzione, conservando le sue energie aggrappato ai rami degli alberi tramite alcuni fili di seta. L'unico nutrimento che assume in questo periodo è l'acqua piovana che si raccoglie su di lui.
Nell'anime il Wurmple di Vera si evolve in Silcoon nel corso dell'episodio Un Pokémon maldestro (A Corphish Out of Water).

### Beautifly
Beautifly (アゲハント?, Agehanto) è un Pokémon di secondo stadio di tipo Coleottero/Volante. Si evolve da Silcoon. Viene definito il Pokémon Farfalla. Usa la sua bocca spiraliforme per succhiare il nettare dei fiori, di cui va ghiotto. Se disturbato, si dimostra aggressivo e crudele, conficcando la bocca nel nemico e assorbendo i suoi fluidi vitali. È noto per la colorazione delle sue ali.
Nell'anime Beautifly appare per la prima volta nel corso dell'episodio Forza e bellezza (All Things Bright and Beautifly!). In Vedere per credere (Seeing is Believing) il Silcoon di Vera si evolve in Beautifly. Il Superquattro Aaron possiede inoltre un Beautifly, evoluzione del Wurmple da lui incontrato quando era bambino. Nel manga Pokémon Adventures la capopalestra Alice possiede un esemplare di Beautifly.

### Cascoon
Cascoon (マユルド?, Mayurudo) è un Pokémon di primo stadio di tipo Coleottero. Si evolve da Wurmple ed evolve a sua volta in Dustox con l'aumento di livello. Viene definito il Pokémon Bozzolo. Avvolge il proprio corpo con un filo di seta che produce dalla bocca e che si indurisce in un robusto bozzolo. Non si muove nemmeno quando viene attaccato, ma non dimentica mai il dolore che sopporta e cerca vendetta dopo l'evoluzione. Inoltre, si mimetizza attaccando foglie morte al suo corpo.
Quando l'evoluzione è vicina, iniziano a formarsi alcune crepe nel suo involucro.
Nell'anime il Wurmple di Jessie si evolve in Cascoon nel corso dell'episodio Un Pokémon maldestro (A Corphish Out of Water).

### Dustox
Dustox (ドクケイル?, Dokukeiru) è un Pokémon di secondo stadio di tipo Coleottero/Veleno. Si evolve da Cascoon. Viene definito il Pokémon Velentarma. ha abitudini notturne ed è attirato dalla luce artificiale. Agitando le ali sparge una polvere tossica con cui incapacita i suoi nemici. Talvolta sciami di Dustox migrano verso le città e fanno scempio di alberi che fiancheggiano le strade in cerca di cibo.
Nell'anime Jessie possiede un esemplare Dustox, il quale si innamora di un suo simile selvatico e che viene per questo liberato nel corso dell'episodio Volo nuziale (Crossing Paths).

### Lotad
Lotad (ハスボー?, Hasubō) è un Pokémon base di tipo Acqua/Erba. Si evolve in Lombre con l'aumento di livello. Viene definito il Pokémon Alga. Appare come una pianta acquatica che galleggia sul pelo dell'acqua tramite la larga foglia che ha sul capo. Essa consente a Lotad di galleggiare attraverso gli stagni e a volte trasporta i Pokémon più piccoli sulla schiena in questo modo. Tuttavia, la foglia appassisce se Lotad si disidrata. Vive in specchi d'acqua limpidi e raramente si avventura sulla terraferma.
Nell'anime Lotad appare per la prima volta nel corso dell'episodio Tutti frutti (The Lotad Lowdown) in cui Brock cattura un esemplare del Pokémon. Un altro Lotad è presente in Scuola di cucina (Oh Do You Know The Poffin Plan).

### Lombre
Lombre (ハスブレロ?, Hasuburero) è un Pokémon di primo stadio di tipo Acqua/Erba. Si evolve da Lotad ed evolve a sua volta in Ludicolo tramite l'utilizzo dello strumento Pietraidrica. Viene definito il Pokémon Giocoso. È un Pokémon notturno che vive in riva a specchi d'acqua e si nutre di alghe e muschi acquatici. Di natura dispettosa, si diverte a spaventare pescatori e passanti.
Nell'anime il Lotad di Brock si evolve in Lombre nel corso dell'episodio O Solrock mio! (Take the Lombre Home!). Altri esemplari di Lombre sono presenti in Cosa non si fa per amore (What I Did for Love) e I gemelli imbattibili (The Champ Twins!).

### Ludicolo
Ludicolo (ルンパッパ?, Runpappa) è un Pokémon di secondo stadio di tipo Acqua/Erba. Si evolve da Lombre. Viene definito il Pokémon Spensierato. Quando sente una musica allegra e festosa, si mette a ballare e le sue cellule si caricano di energia, aumentando la sua forza.
Nell'anime Ludicolo appare per la prima volta nel corso dell'episodio Pokémon a pieno ritmo! (Go Go Ludicolo). In Amore non corrisposto (Once in a Mawile) il Lombre di Brock si evolve utilizzando una Pietraidrica di proprietà di un'allenatrice. Anche Tierno schiera un esemplare del Pokémon.

### Seedot
Seedot (タネボー?, Tanebō) è un Pokémon base di tipo Erba. Si evolve in Nuzleaf con l'aumento di livello. Viene definito il Pokémon Ghianda. Sfrutta il suo corpo a forma di ghianda per mimetizzarsi tra i rami, ai quali si attacca con il picciolo che ha sul capo. Indisturbato può quindi succhiare la linfa dell'albero, tuttavia un colpo di vento o il peso eccessivo raggiunto alla fine del pasto possono farlo cadere. Più beve, più lucido diventa il suo corpo. Pidgey è un predatore naturale di Seedot.
Nell'anime Seedot appare per la prima volta nel corso dell'episodio Vedere per credere (Seeing is Believing). Altri esemplari del Pokémon sono presenti in Al posto giusto, nel momento giusto! (Pinch Healing!) e Ci pensa Brock! (Leave It To Brocko!).

### Nuzleaf
Nuzleaf (コノハナ?, Konohana) è un Pokémon di primo stadio di tipo Erba/Buio. Si evolve da Seedot ed evolve a sua volta in Shiftry tramite l'utilizzo dello strumento Pietrafoglia. Viene definito il Pokémon Scaltro. Si scava un nido all'interno di tronchi d'albero in fitte foreste. È molto scaltro e si diverte ad arrotolare la foglia che ha sulla testa e a suonarla come un flauto per produrre un suono inquietante.
Nell'anime Nuzleaf appare per la prima volta nel corso dell'episodio Avventure nel bosco (Turning Over a Nuzleaf). Altri esemplari del Pokémon sono presenti in Un caso di emergenza (Jump for Joy), in Ci pensa Brock! (Leave It To Brocko!) e L'esperta di Pokémon d'erba (The Grass Menagerie!).

### Shiftry
Shiftry (ダーテング?, Dātengu) è un Pokémon di secondo stadio di tipo Erba/Buio. Si evolve da Nuzleaf. Viene definito il Pokémon Burbero. Il suo aspetto, con il lungo naso appuntito e i piedi a forma di geta, è ispirato alle creature del folklore giapponese tengu. La somiglianza è rafforzata dal fatto che, come la sua controparte mitologica, Shiftry è un guardiano della foresta ed è in grado di produrre raffiche di vento con i ventagli di foglie che ha sugli arti superiori. Può leggere nella mente dei suoi avversari per anticiparne le mosse.
Nell'anime Shiftry appare per la prima volta nel corso dell'episodio Un caso di emergenza (Jump for Joy). Tyson, Spartaco e Fosco possiedono esemplari del Pokémon.

### Taillow
Taillow (スバメ?, Subame) è un Pokémon base di tipo Normale/Volante. Si evolve in Swellow con l'aumento di livello. Viene definito il Pokémon Rondinella. È fiero e coraggioso e in combattimento riesce a tenere testa ad avversari più grandi e forti di lui. Durante la stagione fredda migra verso regioni più miti.
Nell'anime Taillow appare per la prima volta nel corso dell'episodio Lo stormo (You Can Never Taillow), in cui Ash Ketchum ne cattura un esemplare. Anche Richie possiede un esemplare del Pokémon, chiamato Rose (ローズ?).

### Swellow
Swellow (オオスバメ?, O'osubame) è un Pokémon di primo stadio di tipo Normale/Volante. Si evolve da Taillow. Viene definito il Pokémon Rondine. Compie voli di ricognizione per avvistare le prede e poi si lancia in picchiata per catturarle con i suoi artigli. Investe molto tempo e attenzione nella cura del proprio piumaggio.
Nell'anime sono apparsi esemplari di Swellow di proprietà di Enrico Vinci, Ash Ketchum e Alice. Uno stormo di Swellow compare inoltre ne I Simpson - Il film

### Wingull
Wingull (キャモメ?, Kyamome) è un Pokémon base di tipo Acqua/Volante. Si evolve in Pelipper con l'aumento di livello. Viene definito il Pokémon Gabbiano. Ha l'aspetto e le caratteristiche di un gabbiano e come tale è acclimatato alla vita marina. Nidifica sulle scogliere e sfrutta le correnti ascensionali e i venti marini per veleggiare in aria senza sbattere le ali. Cattura le prede o oggetti con il suo becco e le trasporta poi al suo nido.
Nell'anime Wingull appare per la prima volta nel corso dell'episodio Una nuova meta (Hoenn Alone...!). Altri esemplari del Pokémon sono presenti in Il lupo di mare (On a Wingull and a Prayer!), Una capopalestra inesperta (Poetry Commotion!) e Il torneo di doppi incontri (Tag! We're It...!).

### Pelipper
Pelipper (ペリッパー?, Perippā) è un Pokémon di primo stadio di tipo Acqua/Volante. Si evolve da Wingull. Viene definito il Pokémon Alacquatico. Caccia planando sul mare e poi immergendo il becco nell'acqua e inghiottendo le prede intere. Quando è stanco galleggia sulle onde. Sfrutta il suo enorme becco per trasportare Pokémon e proteggere uova e piccoli al suo interno. Nell'anime Pelipper appare per la prima volta nel corso dell'episodio Una nuova meta (Hoenn Alone...!). In Una sfida nel blu (Sky High Gym Battle!) la capopalestra Alice utilizza un esemplare del Pokémon contro Ash Ketchum.

### Ralts
Ralts (ラルトス?, Rarutosu) è un Pokémon base di tipo Psico/Folletto. Si evolve in Kirlia con l'aumento di livello. Viene definito il Pokémon Sensazione. È in grado di percepire le emozioni e l'umore delle persone e degli altri Pokémon tramite le corna che ha sul capo. Se percepisce sensazioni positive a volte si avvicina, mentre se avverte ostilità corre ai ripari. Ralts è il Pokémon iniziale di Lino in Pokémon Rubino e Zaffiro e Pokémon Smeraldo.
Nell'anime Max stringe amicizia con un esemplare di Ralts nel corso dell'episodio Il piccolo eroe (Do I Hear a Ralts?). Altri esemplari del Pokémon sono presenti in La città fantasma (Fear Factor Phony) e Harley colpisce ancora (Harley Rides Again). Nel manga Pokémon Adventures, Ruby possiede un Ralts.

### Kirlia
Kirlia (キルリア?, Kiruria) è un Pokémon di primo stadio di tipo Psico/Folletto. Si evolve da Ralts ed evolve a sua volta in Gardevoir con l'aumento di livello o in Gallade tramite l'utilizzo dello strumento Pietralbore se il Pokémon è di sesso maschile. Viene definito il Pokémon Emozione. È molto sensibile all'umore del suo allenatore, e, se felice, si mette a ballare festoso. Il suo cervello altamente sviluppato è alla base dei suoi poteri psichici, che amplifica tramite le corna che ha sul capo e che utilizza per creare miraggi o prevedere il futuro.
Nell'anime Kirlia appare per la prima volta nel corso dell'episodio Evoluzione! (Delcatty Got Your Tongue). È inoltre presente nel film Pokémon: Jirachi Wish Maker. Zoey possiede un esemplare del Pokémon.

### Gardevoir
Gardevoir (サーナイト?, Sānaito) è un Pokémon di secondo stadio di tipo Psico/Folletto. Si evolve da Kirlia. Viene definito il Pokémon Abbraccio. A partire da Pokémon X e Y ottiene una megaevoluzione denominata MegaGardevoir. È molto legato al proprio allenatore e darebbe la vita per proteggerlo. I suoi poteri psichici gli consentono di distorcere le dimensioni e di prevedere il futuro.
Nell'anime Gardevoir appare per la prima volta nel corso dell'episodio Il piccolo eroe (Do I Hear a Ralts?). Altri esemplari del Pokémon sono presenti in Una rivale anche in amore (Spontaneous Combusken) e La cacciatrice di Pokémon (Mutiny in the Bounty).

### Surskit
Surskit (アメタマ?, Ametama) è un Pokémon base di tipo Coleottero/Acqua. Si evolve in Masquerain con l'aumento di livello. Viene definito il Pokémon Sfiorapozze. Vive in stagni e specchi d'acqua ed è in grado di muoversi sul pelo dell'acqua grazie a uno speciale olio che secerne dalla punta delle zampe. Dall'aculeo che ha in testa produce inoltre un liquido dolce e profumato con cui attira le sue prede.
Nell'anime Surskit appare per la prima volta nel corso dell'episodio Max Uno e Max Due! (Maxxed Out!). Altri esemplari del Pokémon sono presenti in Il falso amico (A Cacturne for the Worse), Una rivale anche in amore (Spontaneous Combusken) e nel film Pokémon: Destiny Deoxys.

### Masquerain
Masquerain (アメモース?, Amemōsu) è un Pokémon di primo stadio di tipo Coleottero/Volante. Si evolve da Surskit. Viene definito il Pokémon Occhi. Dispone di quattro ali che gli permettono di volare in ogni direzione. Sulla testa inoltre ha due grandi antenne con un motivo a forma di occhio che utilizza per spaventare i nemici; queste appendici sono tuttavia molto assorbenti e se bagnate Masquerain non riesce più a volare. Per questo si ripara dalla pioggia sotto piante ed edifici.
Nell'anime un Masquerain di proprietà di Drew appare per la prima volta nel corso dell'episodio L'ammiratrice (A Fan with a Plan). Nel manga Pokémon Adventures la capopalestra Alice possiede un esemplare del Pokémon.

### Shroomish
Shroomish (キノココ?, Kinokoko) è un Pokémon base di tipo Erba. Si evolve in Breloom con l'aumento di livello. Viene definito il Pokémon Fungo. Vive in aree umide del sottobosco, dove trova riparo tra le foglie cadute e si nutre di humus. Produce spore tossiche dalla sommità del capo, che sparge se minacciato.
Nell'anime Shroomish appare per la prima volta nel corso dell'episodio La casa stregata (Taming of the Shroomish).

### Breloom
Breloom (キノガッサ?, Kinogassa) è un Pokémon di primo stadio di tipo Erba/Lotta. Si evolve da Shroomish. Viene definito il Pokémon Fungo. In combattimento ricorre ai pugni scagliati dai suoi arti elastici e alle spore che sparge dalla coda o dal cappello.
Nell'anime Breloom appare per la prima volta nel corso dell'episodio Le mele della discordia (A Shroomish Skirmish). È inoltre presente nel film Pokémon: Jirachi Wish Maker. In Articuno, il Pokémon leggendario (Numero Uno Articuno) l'Asso Savino possiede un esemplare del Pokémon.

### Slakoth
Slakoth (ナマケロ?, Namakero) è un Pokémon base di tipo Normale. Si evolve in Vigoroth con l'aumento di livello. Viene definito il Pokémon Ozioso. Estremamente pigro, passa quasi tutto il suo tempo sdraiato e a dormire, così che anche poche foglie al giorno bastano a saziarlo. È in grado di indurre sonnolenza anche in chi lo guarda.
Nell'anime uno Slakoth di proprietà di Norman appare per la prima volta nel corso dell'episodio Evoluzione a sorpresa (Having a Wailord of a Time). Altri esemplari di Slakoth sono presenti nel corso di Un Pokémon ingombrante (The Garden of Eatin').

### Vigoroth
Vigoroth (ヤルキモノ?, Yarukimono) è un Pokémon di primo stadio di tipo Normale. Si evolve da Slakoth ed evolve a sua volta in Slaking con l'aumento di livello. Viene definito il Pokémon Indocile. È sempre attivo, tanto che non riesce a stare fermo neppure quando mangia, ha delle difficoltà ad addormentarsi e sviluppa alti livelli di stress se impossibilitato a muoversi.
Nell'anime un Vigoroth di proprietà di Norman appare per la prima volta nel corso dell'episodio Il fratellino (There's no Place Like Hoenn). Un altro esemplare di Vigoroth è presente nel corso di Un Pokémon ingombrante (The Garden of Eatin').

### Slaking
Slaking (ケッキング?, Kekkingu) è un Pokémon di secondo stadio di tipo Normale. Si evolve da Vigoroth. Viene definito il Pokémon Pigrizia. È il Pokémon più pigro del mondo; passa il tempo sdraiato a terra a riposare e a mangiare, e si sposta solo quando ha esaurito tutto il cibo nei paraggi. In rari momenti può tuttavia sprigionare una forza repressa spaventosa.
Nell'anime uno Slaking di proprietà di Norman appare per la prima volta nel corso dell'episodio Ritorno a casa (Love, Petalburg Style). Anche Sandro utilizza un esemplare del Pokémon. Altri esemplari di Slaking sono presenti nell'episodio Il furto delle bacche (Slaking Kong).

### Nincada
Nincada (ツチニン?, Tsuchinin) è un Pokémon base di tipo Coleottero/Terra. Si evolve in Ninjask con l'aumento di livello; se al momento dell'evoluzione il giocatore possiede almeno una Poké Ball e ha un posto libero in squadra si genererà anche uno Shedinja. Viene definito il Pokémon Novizio. Trascorre gran parte della sua vita sottoterra nutrendosi di radici. A causa dell'adattamento al buio è diventato quasi cieco e utilizza le sue antenne per sondare i dintorni e orientarsi.
Nell'anime Nincada appare per la prima volta nel corso dell'episodio La grotta dei tempi (A Three Team Scheme). Un altro esemplare del Pokémon è presente in Pokémon Ranger e il rapimento di Riolu (Pokémon Ranger and the Kidnapped Riolu!). Nel manga Pokémon Adventures, Ada del Team Idro possiede un esemplare di Nincada.

### Ninjask
Ninjask (テッカニン?, Tekkanin) è un Pokémon di primo stadio di tipo Coleottero/Volante. Si evolve da Nincada. Viene definito il Pokémon Ninja. È così rapido da schivare facilmente gli attacchi a lui rivolti e da risultare praticamente invisibile; la sua presenza tuttavia è rivelata dai versi striduli che emette.
Nell'anime Ninjask appare per la prima volta nel corso dell'episodio Uno strano regno (The Princess and the Togepi). L'Asso Baldo utilizza un esemplare del Pokémon.

### Shedinja
Shedinja (ヌケニン?, Nukenin) è un Pokémon di primo stadio di tipo Coleottero/Spettro. È generato al momento dell'evoluzione di Nincada in Ninjask a partire dall'esoscheletro perso durante la muta nel caso in cui il giocatore possieda almeno una Poké Ball e abbia un posto libero in squadra. Possiede un solo Punto Salute ma in compenso l'abilità unica Magidifesa (ふしぎなまもり?), la quale gli permette di essere colpito solamente dagli attacchi superefficaci. Viene definito il Pokémon Cambiapelle.
È un Pokémon misterioso, costituito da un guscio vuoto e in grado di levitare sebbene immobile. Secondo una leggenda ruberebbe lo spirito di chiunque osi guardare nel suo guscio.
Nell'anime Shedinja appare per la prima volta nel corso dell'episodio Uno strano regno (The Princess and the Togepi). Altri esemplari del Pokémon sono presenti in L'isola dei gioielli d'argento (Hi Ho Silver...Away!), Cattivi consigli (Deceit and Assist!) e Sete di vendetta (The Saffron Con). Nel manga Pokémon Adventures, Valentina possiede un esemplare del Pokémon.

### Whismur
Whismur (ゴニョニョ?, Gonyonyo) è un Pokémon base di tipo Normale. Si evolve in Loudred con l'aumento di livello. Viene definito il Pokémon Sussurro. È timido e riservato e per questo la sua voce è tenue quasi quanto un sussurro; tuttavia se spaventato produce grida assordanti che non interrompe neanche per prendere fiato, dato che respira tramite le grandi orecchie.
In Pokémon Rubino Omega e Zaffiro Alpha Lyris ha come compagno di viaggio un Whismur chiamato Siryl. Nell'anime Whismur appare per la prima volta nel corso dell'episodio Una gara pazzesca (A Pokéblock Party!).

### Loudred
Loudred (ドゴーム?, Dogōmu) è un Pokémon di primo stadio di tipo Normale. Si evolve da Whismur ed evolve a sua volta in Exploud con l'aumento di livello. Viene definito il Pokémon Vocione. Pesta i piedi a terra per accumulare energia. Amplificandole con le proprie orecchie, emette grida ultrasoniche assordanti, che riescono ad arrecare danno ai nemici o distruggere interi edifici.
Nell'anime Loudred appare per la prima volta nel corso dell'episodio La grotta (A Hole Lotta Trouble). Altri esemplari del Pokémon sono presenti in Pokémon scatenato (Exploud and Clear!) e Un Jigglypuff imprendibile (Rough, Tough Jigglypuff).

### Exploud
Exploud (バクオング?, Bakuongu) è un Pokémon di secondo stadio di tipo Normale. Si evolve da Loudred. Viene definito il Pokémon Fragore. Il suo corpo è dotato di numerose aperture attraverso le quali fa passare aria per emetterere suoni. Sfrutta questa sua capacità per comunicare con i suoi simili a grande distanza o per emettere versi lancinanti in grado di generare dei veri e propri terremoti.
Nell'anime Exploud appare per la prima volta nel corso dell'episodio Pokémon scatenato (Exploud and Clear!) in cui un esemplare di Loudred si evolve mentre combatte contro Ash Ketchum.

### Makuhita
Makuhita (マクノシタ?, Makunoshita) è un Pokémon base di tipo Lotta. Si evolve in Hariyama con l'aumento di livello. Viene definito il Pokémon Coraggio. Si allena con rigore e sacrificio tutto il giorno, tranne per il tempo passato a mangiare e a riposare. Il frutto dei suoi esercizi sono un corpo e uno spirito tenaci e sempre carichi di energia e un'indole coraggiosa
Nell'anime il capopalestra Rudi schiera il suo Makuhita contro Ash Ketchum in Sull'onda dell'entusiasmo (Brave the Wave), nel corso dell'episodio il Pokémon si evolve in Hariyama.

### Hariyama
Hariyama (ハリテヤマ?, Hariteyama) è un Pokémon di primo stadio di tipo Lotta. Si evolve da Makuhita. Viene definito il Pokémon Sberletese. Il suo corpo tozzo è un fascio di muscoli, che donano ai suoi schiaffi e pugni una forza impressionante. Sebbene ami competere con altri in prove di forza e voglia a tutti i costi dimostrare di essere il migliore, si dimostra anche gentile e rispettoso nei confronti dell'avversario.
Nell'anime Hariyama appare per la prima volta nel corso dell'episodio Sull'onda dell'entusiasmo (Brave the Wave) in cui il Makuhita di Rudi si evolve durante il combattimento contro Ash Ketchum. Altri allenatori che utilizzano esemplari del Pokémon sono Valentina, Paul e Hala.

### Azurill
Azurill (ルリリ?, Ruriri) è un Baby Pokémon di tipo Normale/Folletto. Si evolve in Marill tramite felicità. Viene definito il Pokémon Pois. La sua coda contiene le sostanze nutritive necessarie alla sua crescita. Azurill la utilizza anche in combattimento per attaccare i suoi avversari o come un elastico per spostarsi rapidamente o saltellare.
Nell'anime Azurill appare per la prima volta nel corso dell'episodio Le antiche rovine (A Ruin with a View) in cui Vera tenta di catturarne un esemplare. Misty possiede un esemplare del Pokémon.

### Nosepass
Nosepass (ノズパス?, Nozupasu) è un Pokémon base di tipo Roccia. Si evolve in Probopass con l'aumento di livello nei pressi del Monte Corona, della Cava Pietrelettrica, della Landa di Luminopoli o del Canyon di Poni. Viene definito il Pokémon Bussola. Come una bussola, possiede un naso magnetico che punta sempre verso il nord. Utilizza il suo campo magnetico per attirare a sé le prede o per circondarsi di oggetti metallici e aumentare così le sue difese.
Nell'anime Nosepass appare per la prima volta nel corso dell'episodio La prima Palestra (The Winner by a Nosepass!) in cui viene schierato dalla capopalestra Petra contro Ash Ketchum. In Girovagando per la montagna (Nosing 'Round the Mountain!) un Nosepass si evolve in Probopass nei pressi del Monte Corona.

### Skitty
Skitty (エネコ?, Eneko) è un Pokémon base di tipo Normale. Si evolve in Delcatty tramite l'utilizzo dello strumento Pietralunare. Viene definito il Pokémon Micio. Ha il dolce aspetto e comportamento di un gattino e per questo è molto ricercato come animale da compagnia, sebbene non sia facile conquistare il suo affetto. È attratto da tutto ciò che si muove e per questo finisce spesso per dare la caccia alla sua stessa coda, rimanendo stordito.
Nell'anime Skitty appare per la prima volta nel corso dell'episodio Aromaterapia (I Feel Skitty!) in cui Vera ne cattura un esemplare. Anche Fortunata possiede uno Skitty. Nel manga Pokémon Adventures Ruby possiede per qualche tempo un esemplare del Pokémon, in seguito evolutosi in Delcatty. Insieme a Wailord, Skitty è al centro del meme di Internet "Hot Skitty On Wailord Action", che si riferisce ironicamente al fatto che i due Pokémon possano accoppiarsi per generare un uovo nonostante la differenza di dimensioni. Il significato del meme è stato poi esteso anche ad altri casi in cui sono presenti accoppiamenti tra creature molto diverse.

### Delcatty
Delcatty (エネコロロ?, Enekororo) è un Pokémon di primo stadio di tipo Normale. Si evolve da Skitty. Viene definito il Pokémon Finezza. È uno spirito libero; per questo non ha una fissa dimora o abitudini regolari, ma dorme e mangia quando e dove più gli aggrada. La sua eleganza e raffinatezza lo rendono popolare tra le allenatrici.
Nell'anime Delcatty appare per la prima volta nel corso dell'episodio Evoluzione! (Delcatty Got Your Tongue). Un altro esemplare del Pokémon è presente in Generazioni a confronto (Battling the Generation Gap!). Nel manga Pokémon Adventures, Ruby possiede un esemplare del Pokémon, evoluzione del suo Skitty.

### Sableye
Sableye (ヤミラミ?, Yamirami) è un Pokémon base di tipo Buio/Spettro. Viene definito il Pokémon Oscurità. Il suo aspetto è basato sul goblin di Kelly-Hopkinsville, una creatura aliena apparentemente avvistata negli anni cinquanta nel Kentucky. Vive in grotte nella più completa oscurità. Sfrutta i suoi artigli affilati per scavare nel terreno alla ricerca di pietre e gemme di cui si nutre; le sostanze che ingerisce in questo modo emergono sulla pelle come piccoli cristalli e sono il motivo per cui i suoi occhi sono così grandi e opalescenti.
In Pokémon Rubino Omega e Zaffiro Alpha ottiene una megaevoluzione denominata MegaSableye. In questa forma il gioiello che ha sul torace si espande enormemente e si separa dal corpo; Si dice che il gioiello ingrandito vanti una durezza così incredibile da non potere essere scalfito da alcun attacco. Durante la battaglia, MegaSableye si ripara dietro il gioiello, da dove può sfruttare qualsiasi apertura lasciata scoperta dal suo bersaglio. Tuttavia, ciò lo rende incapace di girarsi rapidamente, e pertanto vulnerabile agli attacchi alle spalle.
Nell'anime Sableye appare per la prima volta nel corso dell'episodio Sorprese in miniera (Ready, Willing, and Sableye). Cassidy del Team Rocket possiede un esemplare del Pokémon. Nel manga Pokémon Adventures Giovia del Team Galassia possiede un esemplare di Sableye.

### Mawile
Mawile (クチート?, Kuchīto) è un Pokémon base di tipo Acciaio/Folletto. Viene definito il Pokémon Inganno. Mawile è basato sullo yōkai giapponese futakuchi-onna, una creatura femminile dal corpo di donna ma con una seconda bocca molto vorace nascosta tra i capelli della nuca. Rassicura i nemici con il suo aspetto mansueto per fare abbassare loro la guardia; poi li divora con le potenti mascelle che ha sul capo.
In Pokémon X e Y ottiene una megaevoluzione denominata MegaMawile, che presenta due paia di mascelle invece di una.
Nell'anime un esemplare di Mawile s'innamora del Lombre di Brock nell'episodio Amore non corrisposto (Once in a Mawile). Altri esemplari del Pokémon sono presenti in Harley colpisce ancora (Harley Rides Again) ed in Cosa non si fa per amore (What I Did for Love). Nel manga Pokémon Adventures Savino possiede un esemplare di Mawile.

### Aron
Aron (ココドラ?, Kokodora) è un Pokémon base di tipo Acciaio/Roccia. Si evolve in Lairon con l'aumento di livello. Viene definito il Pokémon Corazza. Vive in montagna nutrendosi di minerali di ferro per formare la sua corazza d'acciaio. Se mosso dalla fame, tuttavia, scende a valle per cibarsi anche di ponti e ferrovie.
Nell'anime Aron appare per la prima volta nel corso dell'episodio La grotta (A Hole Lotta Trouble). È inoltre presente nel film Pokémon: Giratina e il Guerriero dei Cieli. Nel manga Pokémon Adventures Sapphire possiede un esemplare di Aron, in seguito evolutosi in Lairon.

### Lairon
Lairon (コドラ?, Kodora) è un Pokémon di primo stadio di tipo Acciaio/Roccia. Si evolve da Aron ed evolve a sua volta in Aggron con l'aumento di livello. Viene definito il Pokémon Corazza. Per temprare il suo corpo d'acciaio ingerisce grandi quantità di minerali ferrosi in forma di rocce o disciolti nell'acqua di sorgente. È molto territoriale e per difendere i filoni più ricchi non esita ad attaccare con determinazione i minatori o i suoi simili.
Nell'anime Lairon appare per la prima volta nel corso dell'episodio L'ammiratrice (A Fan with a Plan). In Articuno, il Pokémon Leggendario (Numero Uno Articuno) Savino e Paul posseggono esemplari del Pokémon.

### Aggron
Aggron (ボスゴドラ?, Bosugodora) è un Pokémon di secondo stadio di tipo Acciaio/Roccia. Si evolve da Lairon. Viene definito il Pokémon Corazza. Il suo territorio si estende su intere montagne, che difende strenuamente dagli invasori o da fenomeni naturali: se infatti il suo ambiente è danneggiato da un'inondazione o da un incendio boschivo, ripristina l'area apportando terriccio e piantando alberi. Scava attraverso le rocce più resistenti alla ricerca di ferro da mangiare. Le sue corna possono essere usate per stimarne l'età. Il corno di Aggron è abbastanza affilato da tagliare l'acciaio e viene usato come arma da speronamento per abbattere i nemici. Va fiero delle cicatrici che si accumulano sulla sua corazza.
In Pokémon X e Y ottiene una megaevoluzione denominata MegaAggron, di solo tipo Acciaio.
Nell'anime un Aggron di proprietà di Rocco Petri appare per la prima volta nel corso dell'episodio La grotta (A Hole Lotta Trouble). Altri allenatori che schierano esemplari di Aggron sono Conway e Paul. Nel manga Pokémon Adventures Sapphire possiede un Aggron.

### Meditite
Meditite (アサナン?, Asanan) è un Pokémon base di tipo Lotta/Psico. Si evolve in Medicham con l'aumento di livello. Viene definito il Pokémon Meditazione. Si dedica con rigore e dedizione alla meditazione. Grazie al suo allenamento mentale è in grado di aumentare la sua forza interiore, sopprimere i morsi della fame, e addirittura di levitare.
Nell'anime Meditite appare per la prima volta nel corso dell'episodio L'uragano (A Meditite Fight). È inoltre presente nel film Pokémon Ranger e il Tempio del Mare. In Strategia da Capopalestra perduta (Lost Leader Strategy!) la capopalestra Marzia possiede un esemplare del Pokémon.

### Medicham
Medicham (チャーレム?, Chāremu) è un Pokémon di primo stadio di tipo Lotta/Psico. Si evolve da Meditite. Viene definito il Pokémon Meditazione. Grazie ai suoi esercizi di meditazione ha sviluppato poteri psicocinetici che gli consentono di leggere i pensieri e i movimenti altrui. In battaglia evita elegantemente i colpi avversari per poi contrattaccare con movimenti aggraziati e precisi.
In Pokémon X e Y ottiene una megaevoluzione denominata MegaMedicham.
Nell'anime Medicham appare per la prima volta nel corso dell'episodio Allenatori e truffatori (Pros and Con Artists!). Valentina e Bianca schierano esemplari del Pokémon. Nel manga Pokémon Adventures Dalia utilizza un Medicham.

### Electrike
Electrike (ラクライ?, Rakurai) è un Pokémon base di tipo Elettro. Si evolve in Manectric con l'aumento di livello. Viene definito il Pokémon Lampo. Accumula l'energia statica che si produce dalla frizione con l'aria e tra pelo e pelo nella pelliccia. Impiegando piccole scariche elettriche stimola i muscoli delle zampe per correre come veloce come un lampo.
Nell'anime Electrike appare per la prima volta nel corso dell'episodio Incontro scioccante (Watt's with Wattson?) in cui il capopalestra Walter ne cattura un esemplare. Altri Electrike sono presenti in La fabbrica di energia (The Electrike Company!) e L'Accademia Estiva Pokémon (Camping It Up!). Nel manga Pokémon Adventures Walter possiede un esemplare di Electrike, in seguito evolutosi in Manectric.

### Manectric
Manectric (ライボルト?, Raiboruto) è un Pokémon di primo stadio di tipo Elettro. Si evolve da Electrike. Viene definito il Pokémon Scossa. È basato sul demone della mitologia giapponese raijū. Creatura schiva, può creare nubi temporalesche e causare incendi con le scariche che emette dalla criniera mentre corre senza sosta.
In Pokémon X e Y ottiene una megaevoluzione denominata MegaManectric, il cui corpo è talmente sovraccarico di energia che neanche il Pokémon stesso riesce a controllarla perfettamente.
Nell'anime l'Electrike di Walter si evolve in Manectric nel corso dell'episodio Incontri tra amici (Manectric Charge!). Anche Savino possiede un esemplare del Pokémon. Nel manga Pokémon Adventures Walter possiede un Manectric, evoluzione del suo Electrike.

### Plusle
Plusle (プラスル?, Purasuru) è un Pokémon base di tipo Elettro. Viene definito il Pokémon Incitamento. Prende molto sul serio il suo ruolo da mascotte: per rallegrare i suoi compagni emana vivaci scoppiettii e scintille con dei cortocircuiti di corrente, mentre se la sua squadra è in svantaggio si dispera. Nell'anime Plusle appare per la prima volta nel corso dell'episodio Un faro nella nebbia (A Different Kind of Misty!) insieme a un esemplare di Minun. Ursula possiede un esemplare di Plusle, mostrato nell'episodio Lulù sta per Lucinda! (Yes, in Dee Dee It's Dawn!).

### Minun
Minun (マイナン?, Mainan) è un Pokémon base di tipo Elettro. Viene definito il Pokémon Incitamento. Si impegna a tenere alto il morale dei suoi compagni con scintille e coreografie incitanti. L'elettricità che crea insieme a Plusle favorisce la circolazione sanguigna e può essere impiegata a scopo terapeutico.
Nell'anime Minun appare per la prima volta nel corso dell'episodio Un faro nella nebbia (A Different Kind of Misty!) insieme ad un esemplare di Plusle. Ursula possiede un esemplare di Minun, mostrato nell'episodio Lulù sta per Lucinda! (Yes, in Dee Dee It's Dawn!).

### Volbeat
Volbeat (バルビート?, Borubīto) è un Pokémon base di tipo Coleottero. È la controparte maschile di Illumise, ma al contrario di quest'ultimo può generare tramite allevamento solamente esemplari della sua stessa specie. Viene definito il Pokémon Lucciola.
Nell'anime Volbeat appare per la prima volta nel corso dell'episodio Romeo, Giulietta e i Pokémon (Love at First Flight) insieme a un esemplare di Illumise. Altri Volbeat sono presenti in Il gioco dell'anello (That's Just Swellow) e Il ciondolo magico (Time-Warp Heals All Wounds).

### Illumise
Illumise (イルミーゼ?, Irumīze) è un Pokémon base di tipo Coleottero. È la controparte femminile di Volbeat, ma al contrario di quest'ultimo può generare tramite allevamento esemplari di entrambe le specie. Viene definito il Pokémon Lucciola. Attira i Volbeat con il dolce aroma che produce e li dirige a comporre intricate geometrie nel cielo notturno grazie alla loro luce. Nell'anime Illumise appare per la prima volta nel corso dell'episodio Romeo, Giulietta e i Pokémon (Love at First Flight) insieme a un esemplare di Volbeat. Un altro Illumise è presente ne Il ciondolo magico (Time-Warp Heals All Wounds).

### Roselia
Roselia (ロゼリア?, Rozeria) è un Pokémon base di tipo Erba/Veleno. Si evolve in Roserade tramite l'utilizzo dello strumento Pietrabrillo. Viene definito il Pokémon Spina. Assimila solo acqua purissima e ricca di sostanze nutritive per conferire ai suoi fiori aspetto e colori vividi; la fragranza che emettono infonde serenità e serve a distrarre il nemico. Se qualcuno tenta di cogliere i suoi fiori, Roselia contrattacca scagliando spine velenose dagli arti.
Nell'anime un Roselia di proprietà di Drew appare per la prima volta nel corso dell'episodio Fuochi d'artificio (Now That's Flower Power!). Anche Nando possiede un Roselia, evolutosi dal suo Budew durante un incontro con Ash Ketchum ne Il nuovo mondo di Lucinda (Dawn of a New Era!).

### Gulpin
Gulpin (ゴクリン?, Gokurin) è un Pokémon base di tipo Veleno. Si evolve in Swalot con l'aumento di livello. Viene definito il Pokémon Stomaco. Gran parte del suo corpo è composto da un enorme stomaco, che contiene succhi gastrici talmente acidi da fargli digerire qualsiasi sostanza e produce fetidi gas tossici.
Nell'anime Gulpin appare per la prima volta nel corso dell'episodio Piccoli invasori (Gulpin it Down!).

### Swalot
Swalot (マルノーム?, Marunōmu) è un Pokémon di primo stadio di tipo Veleno. Si evolve da Gulpin. Viene definito il Pokémon Velenosacco. Spruzza le sue vittime con un liquido tossico espulso dai pori e, una volta indebolitele, le ingoia intere e le digerisce grazie ai suoi potenti succhi gastrici.
Nell'anime Swalot appare per la prima volta nel corso dell'episodio Cattivi consigli (Deceit and Assist!). Reggie utilizza un esemplare del Pokémon nel corso di Strategia da Capopalestra perduta (Lost Leader Strategy!).

### Carvanha
Carvanha (キバニア?, Kibania) è un Pokémon base di tipo Acqua/Buio. Si evolve in Sharpedo con l'aumento di livello. Viene definito il Pokémon Feroce. Il suo habitat sono i fiumi che attraversano la foresta tropicale. In branco assalta ferocemente gli intrusi e le sue prede, azzannandoli con le sue potenti mascelle; se preso singolarmente invece ha un carattere timido e remissivo.
Nell'anime Carvanha appare per la prima volta nel corso dell'episodio Un Pokémon maldestro (A Corphish Out of Water).

### Sharpedo
Sharpedo (サメハダー?, Samehadā) è un Pokémon di primo stadio di tipo Acqua/Buio. Si evolve da Carvanha. Viene definito il Pokémon Brutale. Per via della sua ferocia è conosciuto anche come "tiranno del mare". Nuota rapidissimo sulle brevi distanze espellendo acqua dalla coda come un propulsore e grazie alla particolare texture della sua pelle che minimizza l'attrito in acqua.
In Pokémon Rubino Omega e Zaffiro Alpha ottiene una megaevoluzione denominata MegaSharpedo. In questa forma ottiene degli spuntoni sul corpo che altro non sono che denti trasformati e cicatrici che testimoniano le sue passate battaglie. I motivi gialli sul suo corpo sono vecchie cicatrici di battaglia, che riemetrgono causandogli dolore e sofferenza acuti. Gli spuntoni affilati di Mega Sharpedo possono causare ferite profonde ai suoi avversari in seguito a una carica.
Nell'anime Sharpedo appare per la prima volta nel corso dell'episodio Attacco marino (Sharpedo Attack!). In La gara finale! Il triathlon dei Pokémon! (One Team, Two Team, Red Team, Blue Team) Lucinda utilizza uno Sharpedo per attraversare un lago. Un altro esemplare del Pokémon è presente nel corso di Pokémon Ranger e il rapimento di Riolu (Pokémon Ranger and the Kidnapped Riolu!).

### Wailmer
Wailmer (ホエルコ?, Hoeruko) è un Pokémon base di tipo Acqua. Si evolve in Wailord con l'aumento di livello. Viene definito il Pokémon Balenottero. Ha l'aspetto di una balenottera. Pur vivendo in mare è in grado di sopravvivere sulla terraferma fintanto che il suo corpo rimanga idratato. Sfrutta questa sua abilità per riempirsi d'acqua e divertirsi a rimbalzare sulla spiaggia o a espellere l'acqua di mare dalle narici.
Nell'anime Wailmer appare per la prima volta nel corso dell'episodio Una nuova meta (Hoenn Alone...!). È inoltre presente nel film Pokémon Heroes.

### Wailord
Wailord (ホエルオー?, Wairuō) è un Pokémon di primo stadio di tipo Acqua. Si evolve da Wailmer. È basato su una balena ed è il Pokémon più grande esistente. Viene definito il Pokémon Megabalena. Inala una grande quantità d'aria per poi immergersi a grande profondità per cacciare in branco, inghiottendo le sue prede nella sua enorme bocca.
Nell'anime Wailord appare per la prima volta nel corso dell'episodio Evoluzione a sorpresa (Having a Wailord of a Time). È inoltre presente nel film Pokémon Ranger e il Tempio del Mare. In L'isola deserta (Island Time!) un esemplare di Wailmer si evolve in Wailord. Insieme a Skitty, Wailord è al centro del meme di Internet "Hot Skitty On Wailord Action", che si riferisce ironicamente al fatto che i due Pokémon possano accoppiarsi per generare un uovo nonostante la differenza di dimensioni. Il significato del meme è stato poi esteso anche ad altri casi in cui sono presenti accoppiamenti tra creature molto diverse.

### Numel
Numel (ドンメル?, Donmeru) è un Pokémon base di tipo Fuoco/Terra. Si evolve in Camerupt con l'aumento di livello. Viene definito il Pokémon Torpore. È tardo e lento, ma ha una forza spropositata. La sua gobba è una sacca di magma fuso, che gli dona energia ma che lo rallenta quando si raffredda.
Nell'anime Numel appare per la prima volta nel corso dell'episodio Attacco assistente, attacco vincente! (Game Winning Assist!). È inoltre presente nel film Pokémon: Jirachi Wish Maker.

### Camerupt
Camerupt (バクーダ?, Bakūda) è un Pokémon di primo stadio di tipo Fuoco/Terra. Si evolve da Numel. Viene definito il Pokémon Eruzione. Nelle sue vene scorre lava fusa, che erutta dai crateri che ha sul dorso ogni dieci anni o quando il Pokémon è particolarmente adirato.
In Pokémon Rubino Omega e Zaffiro Alpha ottiene una megaevoluzione denominata MegaCamerupt.
Nell'anime Camerupt appare per la prima volta nel corso dell'episodio La famiglia Vinci (Candid Camerupt!) in cui Vicky Vinci utilizza un esemplare del Pokémon contro Ash Ketchum. Savino possiede un Camerupt, mostrato in Articuno, il Pokémon Leggendario (Numero Uno Articuno).

### Torkoal
Torkoal (コータス?, Kōtasu) è un Pokémon base di tipo Fuoco. Viene definito il Pokémon Carbone. Dimora in vecchie miniere abbandonate in cerca di carbone, che brucia poi nel suo guscio per produrre l'energia di cui ha bisogno per vivere, e diventa immobile una volta esaurito il carbone da bruciare. Se il fuoco all'interno del suo guscio si spegne, morirà. Un Torkoal sano emette fumo a gran velocità, emettendo anche un suono simile al fischio di una locomotiva. In caso di aggressione, emette nubi di fumo nero per poi battere in ritirata.
Nell'anime un esemplare di Torkoal appartenente a Fiammetta appare per la prima volta nel corso dell'episodio Una Capopalestra inesperta (Poetry Commotion!). In Non entrate in quella valle! (All Torkoal, No Play!) Ash Ketchum cattura un esemplare di Torkoal.

### Spoink
Spoink (バネブー?, Banebū) è un Pokémon base di tipo Psico. Si evolve in Grumpig con l'aumento di livello. Viene definito il Pokémon Molla. Molleggia sulla sua coda per stimolare il battito cardiaco che altrimenti si interromperebbe; per questo è costretto a saltellare anche nel sonno. Sul capo porta una perla di Clamperl per amplificare i suoi poteri psichici.
Nell'anime un esemplare di Spoink che è solito perdere la sua perla appare negli episodi La perla perduta (Pearls are a Spoink's Best Friend) e La perla contesa (Clamperl of Wisdom). Ash Ketchum utilizza un esemplare del Pokémon nel corso di La gara finale! Il triathlon dei Pokémon! (One Team, Two Team, Red Team, Blue Team). Nel manga Pokémon Adventures i capipalestra Tell & Pat possiedono due esemplari di Spoink.

### Grumpig
Grumpig (ブーピッグ?, Būpiggu) è un Pokémon di primo stadio di tipo Psico. Si evolve da Spoink. Viene definito il Pokémon Raggiro. Nel rilasciare il suo potere psichico esegue bizzarre danze che incantano il nemico e gli permettono di prenderne il controllo. Le sue onde psichiche vengono amplificate dalle perle che gli ricoprono la fronte.
Nell'anime Grumpig appare per la prima volta nel corso dell'episodio Il negozio di Pokémelle (Pokéblock, Stock, and Berry!).

### Spinda
Spinda (パッチール?, Patchīru) è un Pokémon base di tipo Normale. Viene definito il Pokémon Macchipanda. Ha l'aspetto di un panda ed è caratterizzato da un motivo maculato unico per ogni esemplare della sua specie. Il suo passo incerto e barcollante ha l'effetto di confondere gli avversari o eluderne gli attacchi.
Le macchie che ha sul corpo sono determinate dalla statistica personalità del Pokémon e possono assumere 4 294 967 296 differenti combinazioni. Junichi Masuda ha dichiarato che si dovette discutere e lavorare a lungo per rendere tecnicamente possibile questa variazione e che di conseguenza Spinda è diventato uno dei suoi Pokémon preferiti.
Nell'anime Spinda appare per la prima volta nel corso dell'episodio Pokémon portafortuna (Going for a Spinda!). Nel manga Pokémon Adventures il capopalestra Norman utilizza un esemplare di Spinda.

### Trapinch
Trapinch (ナックラー?, Nakkurā) è un Pokémon base di tipo Terra. Si evolve in Vibrava con l'aumento di livello. Viene definito il Pokémon Trappola. Vive in aridi deserti e può stare una settimana senza acqua. Invece di cacciare attivamente la preda, scava buche nel deserto grazie alle sue potenti mascelle in grado di frantumare anche la roccia. La sua tecnica predatoria consiste nell'appostarsi pazientemente nascosto sul fondo in attesa che una preda inciampi all'interno e rimanga intrappolata. Il peso della grande testa di questo Pokémon lo fa muovere più lentamente e diventa vulnerabile dopo essere caduto o rotolato sulla schiena. Il suo predatore naturale è Sandile.
Nell'anime Trapinch appare per la prima volta nel corso dell'episodio Il labirinto sotterraneo (Beg, Burrow and Steal). In Articuno, il Pokémon Leggendario (Numero Uno Articuno) Savino possiede un esemplare del Pokémon.

### Vibrava
Vibrava (ビブラーバ?, Biburāba) è un Pokémon di primo stadio di tipo Terra/Drago. Si evolve da Trapinch ed evolve a sua volta in Flygon con l'aumento di livello. Viene definito il Pokémon Vibrazione. Le sue ali sono ancora sottosviluppate per permettergli di volare per lunghe distanze, per questo il Pokémon le impiega invece per produrre forti vibrazioni che causano mal di testa e svenimenti ai suoi avversari. In seguito scioglie le sue prede con il proprio acido e le ingerisce. Dimora nel deserto ed è noto per preservare la sua preda nella sabbia.
Nell'anime Vibrava appare per la prima volta nel corso dell'episodio Il labirinto sotterraneo (Beg, Burrow and Steal). È inoltre presente nel film Pokémon: Jirachi Wish Maker.

### Flygon
Flygon (フライゴン?, Furaigon) è un Pokémon di secondo stadio di tipo Terra/Drago. Si evolve da Vibrava. Viene definito il Pokémon Magico. Il battito delle sue ali produce una suadente melodia ma anche violenti tempeste di sabbia che gli hanno conferito il titolo di "spirito primordiale del deserto". Usa questa capacità unica per attirare le prede, bloccandole prima che attacchino. Di solito collabora con Krookodile alla ricerca di cibo
Nell'anime Flygon appare per la prima volta nel corso dell'episodio Evoluzione! (Delcatty Got Your Tongue). È inoltre presente nel film Pokémon: Jirachi Wish Maker in cui aiuta Ash Ketchum a salvare Jirachi dal Team Magma. Drew possiede un esemplare del Pokémon, mostrato in Verso la finale (Rhapsody in Drew!).

### Cacnea
Cacnea (サボネア?, Sabonea) è un Pokémon base di tipo Erba. Si evolve in Cacturne con l'aumento di livello. Viene definito il Pokémon Cactus. È un cactus in grado di immagazzinare acqua nel proprio corpo e quindi di resistere in ambienti desertici per molti giorni senza liquidi. Con il profumo del fiore che ha sulla testa attira le sue prede, per poi finirle con pugni spinosi.
Nell'anime Cacnea appare per la prima volta nel corso dell'episodio Il bracconiere (A Poached Ego!) in cui James del Team Rocket ne cattura un esemplare, in seguito donato alla capopalestra Gardenia in Addio, Cacnea! (Once There Were Greenfields).

### Cacturne
Cacturne (ノクタス?, Nokutasu) è un Pokémon di primo stadio di tipo Erba/Buio. Si evolve da Cacnea. Viene definito il Pokémon Spavento. Ha l'aspetto di uno spaventapasseri. Di giorno sta immobile sotto il sole del deserto per non perdere liquidi corporei; di notte diventa attivo e si mette a cacciare le creature o i viaggiatori spossati dalla calura diurna.
Nell'anime Harley possiede Cacturne, apparso per la prima volta nel corso dell'episodio Il falso amico (A Cacturne for the Worse). Nel manga Pokémon Adventures, Lino possiede un esemplare del Pokémon, evoluzione del suo Cacnea.

### Swablu
Swablu (チルット?, Chirutto) è un Pokémon base di tipo Normale/Volante. Si evolve in Altaria con l'aumento di livello. Viene definito il Pokémon Alidicotone. Non sopporta la sporcizia e per questo la rimuove sempre con le sue ali soffici come il cotone; in seguito si lava nell'acqua limpida e passa molto tempo a lisciarsi e pulirsi le ali. Gli piace appollaiarsi sulla testa delle persone, a mo' di cappello.
Nell'anime Swablu appare per la prima volta nel corso dell'episodio Un Pokémon quasi volante (True Blue Swablu). Un altro esemplare del Pokémon è presente ne Il gioco dell'anello (That's Just Swellow). Nel manga Pokémon Adventures, Alice, Colette e Lanette possiedono esemplari di Swablu.

### Altaria
Altaria (チルタリス?, Chirutarisu) è un Pokémon di primo stadio di tipo Drago/Volante. Viene definito il Pokémon Canterino. Questo Pokémon usa le sue ali per entrare nelle correnti d'aria ascendenti e librarsi nel cielo, canticchiando con una voce da soprano. Della sua voce si dice che abbia proprietà magiche e che immerga in un sogno chi l'ascolta. Altaria è anche molto affettuoso e avvolge coloro con cui ha stretto amicizia con le sue ali, soffici e spumose come batuffoli di cotone.
In Pokémon Rubino Omega e Zaffiro Alpha ottiene una megaevoluzione denominata MegaAltaria, di tipo Drago/Folletto.
Nell'anime Altaria appare per la prima volta nel corso dell'episodio Un Pokémon quasi volante (True Blue Swablu). È anche presente nel film Pokémon: Jirachi Wish Maker. Tra gli allenatori che possiedono un esemplare del Pokémon figurano Alice e Nando.

### Zangoose
Zangoose (ザングース?, Zangūsu) è un Pokémon base di tipo Normale.Viene definito il Pokémon Furogatto. Assomiglia a un incrocio tra un furetto e un gatto ed è un acerrimo nemico di Seviper. Normalmente cammina a quattro zampe, ma se avverte la presenza di un nemico gli si rizza la pelliccia, si alza sulle zampe posteriori e sfodera gli artigli.
Nell'anime Zangoose appare per la prima volta nel corso dell'episodio Nemici naturali (Zig Zag Zangoose!). Il Chimchar di Ash Ketchum appartenuto in precedenza a Paul teme gli Zangoose da quando ebbe un incontro con numerosi esemplari del Pokémon, paura che supera infine in Lacrime di paura! (Tears For Fears!) grazie all'incoraggiamento di Ash e alle parole di Meowth del Team Rocket.

### Seviper
Seviper (ハブネーク?, Habunēku) è un Pokémon base di tipo Veleno. Viene definito il Pokémon Zannaserpe. Ha l'aspetto di un serpente, con lunghi denti appuntiti e una coda affilata come una lama, dai quali è in grado di iniettare un potente veleno. Si nasconde nell'erba alta per sorprendere le sue prede e il suo nemico naturale è Zangoose.
Nell'anime Seviper appare per la prima volta nel corso dell'episodio Chi la dura la vince (A Tail with a Twist) in cui Jessie del Team Rocket ne cattura un esemplare. Anche Fortunata possiede un esemplare del Pokémon.

### Lunatone
Lunatone (ルナトーン?, Runatōn) è un Pokémon base di tipo Roccia/Psico. Viene definito il Pokémon Meteorite. Si ritiene che sia venuto dallo spazio, in quanto scoperto nella zona d'impatto di un meteorite. Il suo stato fisico varia con le fasi lunari e raggiunge il suo picco nelle notti di luna piena.
Nell'anime Lunatone appare per la prima volta nel corso dell'episodio Il meteorite (Crazy as a Lunatone). Ne Il centro spaziale (It's Still Rocket Roll to Me!) la capopalestra Pat utilizza un esemplare del Pokémon.

### Solrock
Solrock (ソルロック?, Sorurokku) è un Pokémon base di tipo Roccia/Psico. Viene definito il Pokémon Meteorite. Ha l'aspetto di un metereorite che fluttua a mezz'aria. Assorbe la luce solare durante il giorno e la impiega per accecare i nemici illuminandosi quando ruota vorticosamente su sé stesso. È in grado di leggere la mente di chi gli sta intorno e di fluttuare silenziosamente nell'aria. Si ritiene che abbia avuto origine dallo spazio, in particolare dal sole.
Nell'anime Solrock appare per la prima volta nel corso dell'episodio O Solrock mio! (Take the Lombre Home!). Ne Il centro spaziale (It's Still Rocket Roll to Me!) il capopalestra Tell utilizza un esemplare del Pokémon. Anche Baldo possiede un Solrock.

### Barboach
Barboach (ドジョッチ?, Dojotchi) è un Pokémon base di tipo Terra/Acqua. Si evolve in Whiscash con l'aumento di livello. Viene definito il Pokémon Baffetti. Vive tra il fango e nell'acqua torbida, dove riesce comunque a predare grazie ai suoi lunghi baffi sensibili con cui sonda l'ambiente circostante. Il suo corpo viscido gli permette di evitare gli attacchi nemici. Nell'anime un Barboach di proprietà di Rodolfo appare per la prima volta nel corso dell'episodio Capopalestra e gentiluomo (The Great Eight Fate!).
Il Pokémon doveva inoltre essere presente in una puntata precedente, Yureru Shima no Tatakai! Dojoach VS Namazun! (ゆれる島の戦い！ ドジョッチVSナマズン！！? lett. "Battaglia nell'Isola Sismica! Barboach contro Whiscash!!"), la quale tuttavia non è stata trasmessa per via del terremoto che ha colpito la prefettura di Niigata il 23 ottobre 2004.

### Whiscash
Whiscash (ナマズン?, Namazun) è un Pokémon di primo stadio di tipo Terra/Acqua. Si evolve da Barboach. Viene definito il Pokémon Baffetti. È basato su Namazu, un pesce gatto mitologico in grado di generare violenti terremoti. Ha la capacità di prevedere e generare terremoti per difendere il proprio territorio. Vive in laghi, stagni e paludi e si orizzonta e preda nell'acqua melmosa tramite i suoi baffi sensibili.
Nell'anime Whiscash appare per la prima volta nel corso dell'episodio La leggenda (Whiscash and Ash). In Otto non basta! (Eight Ain't Enough) il capopalestra Rodolfo utilizza un esemplare del Pokémon. Whiscash doveva inoltre essere presente in una puntata precedente, Yureru Shima no Tatakai! Dojoach VS Namazun! (ゆれる島の戦い！ ドジョッチVSナマズン！！? lett. "Battaglia nell'Isola Sismica! Barboach contro Whiscash!!"), la quale tuttavia non è stata trasmessa per via del terremoto che ha colpito la prefettura di Niigata il 23 ottobre 2004.

### Corphish
Corphish (ヘイガニ?, Heigani) è un Pokémon base di tipo Acqua. Si evolve in Crawdaunt con l'aumento di livello. Viene definito il Pokémon Birbone. In origine una specie importata come animale domestico, alcuni esemplari si sono poi inselvatichiti e, grazie alla loro resistenza e abilità d'adattamento, la popolazione si è moltiplicata anche in habitat inquinati. Cattura le prede con le sue enormi chele.
Nell'anime Corphish appare per la prima volta nel corso dell'episodio Lo scambio (Which Wurmple's Which?). In Qualcosa sotto la sabbia (Gone Corphishin') Ash Ketchum cattura un esemplare del Pokémon.

### Crawdaunt
Crawdaunt (シザリガー?, Shizarigā) è un Pokémon di primo stadio di tipo Acqua/Buio. Si evolve da Corphish. Viene definito il Pokémon Canaglia. È violento, belligerante e sempre pronto a sfidare i Pokémon che condividono il suo habitat attaccandoli con le sue enormi chele; per questo gli specchi d'acqua in cui vive finiscono per spopolarsi. Nemmeno uno sciame di Basculin è in grado di scacciarlo, e tutti quelli che si avventurano troppo vicino vengono gettati fuori dal suo stagno con le sue chele. Tuttavia dopo la muta la sua corazza risulta tenera e vulnerabile, e Crawdaunt si rifugia nella sua tana fino a quando non si è nuovamente indurita. Inoltre, quando le sue chele cadono, Crawdaunt diviene timoroso finché non ricrescono.
Nell'anime Crawdaunt appare per la prima volta nel corso dell'episodio Una grande azienda (Stairway to Devon). Altri esemplari del Pokémon sono presenti in La leggenda del lago (On Olden Pond) e La seconda prova (Pruning a Passel of Pals!).

### Baltoy
Baltoy (ヤジロン?, Yajiron) è un Pokémon base di tipo Terra/Psico. Si evolve in Claydol con l'aumento di livello. Viene definito il Pokémon È un Pokémon molto antico, che appare già in pitture rupestri preistoriche ed è stato rinvenuto in prossimità di rovine. Il suo corpo è fatto d'argilla e presenta una sola appendice inferiore, sulla quale Baltoy si bilancia e ruota su sé stesso.
Nell'anime Baltoy appare per la prima volta nel corso dell'episodio La piccola archeologa (Me, Myself and Time). Ne Il centro spaziale (It's Still Rocket Roll to Me!) i capipalestra Tell & Pat utilizzano quattro esemplari del Pokémon. Anche Chicco possiede un Baltoy mostrato nell'episodio La caccia al tesoro! (Bucking the Treasure Trend!).

### Claydol
Claydol (ネンドール?, Nendōru) è un Pokémon di primo stadio di tipo Terra/Psico. Si evolve da Baltoy. Viene definito il Pokémon Si tratta di una statua d'argilla creata in tempi remoti da un popolo antico e che ha preso vita per l'esposizione a misteriose radiazioni. Si sposta levitando grazie ai suoi poteri psichici.
Nell'anime Claydol appare per la prima volta nel corso dell'episodio Il gigante (Claydol Big and Tall). In Incontro nella giungla (Ka Boom with a View) Spartaco utilizza un esemplare del Pokémon.

### Lileep
Lileep (リリーラ?, Rirīra) è un Pokémon base di tipo Roccia/Erba. Si evolve in Cradily con l'aumento di livello. Viene definito il Pokémon Fiordimare. Si tratta di uno dei due Pokémon resuscitati da fossile nei videogiochi della terza generazione e il suo design è basato su un fiore di mare. Si ancora alle rocce del fondale marino e, camiffato da alga, afferra le ignare vittime con i suoi tentacoli. Anticamente viveva nei mari caldi. Lileep è estinto da 100 milioni di anni, ma gli esemplari possono essere rianimati dai fossili.
Nell'anime Lileep appare per la prima volta nel corso dell'episodio Dov'è Armaldo? (Where's Armaldo?). È inoltre presente nel film Pokémon: Lucario e il mistero di Mew.

### Cradily
Cradily (ユレイドル?, Yureidoru) è un Pokémon di primo stadio di tipo Roccia/Erba. Si evolve da Lileep. Viene definito il Pokémon Lepade. Si attacca al fondale ma con la bassa marea si avventura sulla terraferma in cerca di prede, che poi squaglia con il suo acido e digerisce.
Nell'anime Cradily appare per la prima volta nel corso dell'episodio Dov'è Armaldo? (Where's Armaldo?). È inoltre presente nel film Pokémon: Lucario e il mistero di Mew. Nel manga Pokémon Adventures, la capopalestra Petra possiede un esemplare di Cradily.

### Anorith
Anorith (アノプス?, Anopusu) è un Pokémon base di tipo Roccia/Coleottero. Si evolve in Armaldo con l'aumento di livello. Viene definito il Pokémon Primaceo. Si tratta di uno dei due Pokémon resuscitati da fossile nei videogiochi della terza generazione e il suo design è basato su un gambero. Le appendici laterali sono arti trasformatisi in pinne in adattamento alla vita in acqua. Cattura le sue prede con i lunghi artigli anteriori.
Nell'anime Anorith appare per la prima volta nel corso dell'episodio Dov'è Armaldo? (Where's Armaldo?). Altri esemplari del Pokémon sono presenti in Panico in città (Wild in the Streets!).

### Armaldo
Armaldo (アーマルド?, Āmarudo) è un Pokémon di primo stadio di tipo Roccia/Coleottero. Si evolve da Anorith. Viene definito il Pokémon Piastre. Dopo l'evoluzione si è trasferito a vivere sulla terraferma e ha assunto un'andatura bipede. Il suo corpo è protetto da piastre di corazza ed è dotato di due lunghi artigli, con cui Armaldo trafigge le sue prede.
Nell'anime Armaldo appare per la prima volta nel corso dell'episodio Cinema per tutti! (Lights, Camerupt, Action). È inoltre presente nel film Pokémon: Lucario e il mistero di Mew. Nando possiede un esemplare del Pokémon.

### Feebas
Feebas (ヒンバス?, Hinbasu) è un Pokémon base di tipo Acqua. Si evolve in Milotic. Viene definito il Pokémon Pesce. È un pesce molto resistente che può vivere in acqua dolce o salata e anche in acque inquinate o piene d'alghe, tuttavia il suo aspetto disordinato e trasandato lo rendono impopolare tra gli allenatori e i ricercatori. Sebbene la popolazione sia numerosa, tende a concentrarsi in pochi spazi ristretti, ma una volta trovato i suoi riflessi lenti lo rendono una preda facile.
Nell'anime Feebas appare per la prima volta nel corso dell'episodio La leggenda (Whiscash and Ash). Ne La perla perduta (Pearls are a Spoink's Best Friend) Jessie del Team Rocket scambia una perla di Spoink in cambio di un Feebas, che si rivela essere un Magikarp. Nel manga Pokémon Adventures, Ruby ha posseduto un esemplare di Feebas.

### Milotic
Milotic (ミロカロス?, Mirokarosu) è un Pokémon di primo stadio di tipo Acqua. Si evolve da Feebas. Viene definito il Pokémon Tenerezza. È descritto come il Pokémon più bello di tutti, con un corpo elegante ricoperto di scaglie iridescenti e la cui sola vista riesce a placare gli animi e appianare le controversie. La sua immagine è raffigurata in numerose statue e dipinti e ha ispirato generazioni di artisti.
Nell'anime Milotic appare per la prima volta nel corso dell'episodio Chi vince, chi perde (Win, Lose or Drew!). Allenatori che possiedono esemplari di Milotic sono Rodolfo, Fortunata e Adriano. Nel manga Pokémon Adventures, Ruby possiede un esemplare di Milotic, evoluzione del suo Feebas.

### Castform
Castform (ポワルン?, Powarun) è un Pokémon base creato dall'Istituto Meteo di Hoenn e in grado di mutare forma e tipo in base alle condizioni meteo, grazie alla sua abilità Previsioni. Viene definito il Pokémon Meteo.
La mutazione è motivata nella descrizione del Pokédex come una conseguenza della struttura cellulare di Castform e per la necessità di ricorrere alle forze della natura per proteggere il suo corpo mingherlino.
- Forma Normale è di tipo Normale e viene assunta in condizioni atmosferiche stabili o nuvolose.
- Forma Sole è di tipo Fuoco e viene assunta durante le giornate molto soleggiate; è estremamente caldo al tatto.
- Forma Pioggia è di tipo Acqua e viene assunta durante le giornate piovose; il suo corpo assorbe parte dell'acqua come una spugna e diventa viscido.
- Forma Neve è di tipo Ghiaccio e viene assunta in presenza di grandine; la temperatura corporea si abbassa e parte del corpo si congela.

Nell'anime Castform appare per la prima volta nel corso dell'episodio La macchina del meteo (Unfair Weather Friends). Nel manga Pokémon Adventures, Ruby ottiene un esemplare di Castform da Pierangelo Petri.

### Kecleon
Kecleon (カクレオン?, Kakureon) è un Pokémon base di tipo Normale. Viene definito il Pokémon Mutacolore. Può mutare il colore del corpo per mimetizzarsi con l'ambiente circostante, ma una striscia a zig zag sul ventre non cambia mai colore e se spaventato riprende del tutto il suo aspetto originale. Una volta mimetizzato sorprende le sue prede con la lingua elastica ed estendibile.
Kecleon è il primo Pokémon della terza generazione a essere apparso nell'anime, nel corso dell'episodio Guai sul dirigibile (The Kecleon Caper!). Harrison e Lino possiedono esemplari del Pokémon.

### Shuppet
Shuppet (カゲボウズ?, Kagebouzu) è un Pokémon base di tipo Spettro. Si evolve in Banette con l'aumento di livello. Viene definito il Pokémon Pupazzo. Cresce nutrandosi dei sentimenti di invidia, crudeltà e tristezza che assorbe tramite il corno che ha sulla testa. Alcune persone sono pertanto grate per la sua presenza. Di indole notturna, appare in sciami sotto le grondaie delle case con persone negative.
Nell'anime Shuppet appare per la prima volta nel corso dell'episodio Strani fenomeni (Take This House and Shuppet). Altri esemplari del Pokémon sono presenti in La città fantasma (Fear Factor Phony) e Oscure presenze (Ghoul Daze!).

### Banette
Banette (ジュペッタ?, Jupetta) è un Pokémon di primo stadio di tipo Spettro. Si evolve da Shuppet. Viene definito il Pokémon Marionetta. Si tratta di una vecchia marionetta abbandonata, che ha preso vita da un oscuro desiderio di vendetta nei confronti del bambino che l'ha gettata via. Tiene sempre la bocca chiusa per evitare che l'energia che la anima si liberi. Conficcandosi degli spilli nel corpo lancia delle terribili maledizioni. Vive nelle discariche e nei vicoli bui, dove cerca la persona che l'ha gettato via prima che diventasse un Pokémon. Si dice che trattarlo con sufficiente cura plachi il suo rancore e lo trasformi di nuovo in un peluche.
In Pokémon X e Y ottiene una megaevoluzione denominata MegaBanette. In questa forma la sua energia negativa raggiunge un valore tale che il Pokémon non riesce più a trattenerla nel proprio corpo ed è costretto a riversarla anche sul suo stesso allenatore.
Nell'anime un esemplare di Banette di proprietà di Harley appare per la prima volta nel corso dell'episodio Cattivi consigli (Deceit and Assist!). Un altro Banette è presente nel corso di Oscure presenze (Ghoul Daze!).

### Duskull
Duskull (ヨマワル?, Yomawaru) è un Pokémon base di tipo Spettro. Si evolve in Dusclops con l'aumento di livello. Viene definito il Pokémon Requiem. Il suo aspetto è stato paragonato alla figura del Tristo Mietitore. Insegue e tormenta le sue vittime grazie alla sua capacità di rendersi invisibile e di passare attraverso le pareti. Le mamme raccontano storie su di lui per spaventare i bambini capricciosi. È un Pokémon prevalentemente notturno che di solito vive nel cuore delle foreste. Una volta che sceglie il suo obiettivo, lo insegue senza sosta fino all'alba.
Nell'anime Duskull appare per la prima volta nel corso dell'episodio Una nuova compagna di viaggio (Get the Show on the Road). Altri esemplari del Pokémon sono presenti in La città fantasma (Fear Factor Phony) e Oscure presenze (Ghoul Daze!). Nel manga Pokémon Adventures, la capopalestra Fannie possiede un esemplare di Duskull.

### Dusclops
Dusclops (サマヨール?, Samayōru) è un Pokémon di primo stadio di tipo Spettro. Si evolve da Duskull ed evolve a sua volta in Dusknoir se scambiato tenendo lo strumento Terrorpanno. Viene definito il Pokémon Ipnosguardo. È basato su un incrocio tra una mummia e un chōchinobake, un tipo di tsukumogami costituito da una lanterna chōchin che ha preso vita dopo essere stata abbandonata per oltre un secolo. Il suo corpo è vuoto e risucchia qualsiasi cosa come un buco nero, inclusa l'anima delle persone che lo osservano da troppo vicino. Ipnotizza i nemici con i movimenti del suo occhio e degli arti e li costringe ad eseguire i suoi ordini.
Nell'anime Dusclops appare per la prima volta nel corso dell'episodio Il coordinatore mascherato (Disaster of Disguise!). È inoltre presente nel film Pokémon: Jirachi Wish Maker. Ne La banda al completo (La banda al completo) Baldo utilizza un esemplare del Pokémon contro Ash Ketchum.

### Tropius
Tropius (トロピウス?, Toropiusu) è un Pokémon base di tipo Erba/Volante. Viene definito il Pokémon Frutto. Dispone di grandi foglie sul dorso, che impiega come ali per volare, e di un lungo collo sul quale crescono grappoli di frutti deliziosi, amati dai bambini delle regioni tropicali in cui vive.
Nell'anime Tropius appare per la prima volta nel corso dell'episodio Le qualificazioni (From Brags to Riches). È inoltre presente nel film Pokémon: Jirachi Wish Maker. In Rivali in amore (Odd Pokémon Out) il Grovyle di Ash Ketchum si scontra con un Topius poiché innamorato del Meganium dell'infermiera Joy.

### Chimecho
Chimecho (チリーン?, Chirīn) è un Pokémon base di tipo Psico. Si evolve da Chingling. Viene definito il Pokémon Vencampana. Gran parte del suo corpo è formato da una lunga coda sottile, che gli permette di spostarsi facendosi trasportare dal vento e di raccogliere le bacche di cui si nutre. Come una campana, la sua testa produce dei versi ultrasonici con cui comunica con i suoi simili o spaventa i nemici.
Nell'anime Chimecho appare per la prima volta nel corso dell'episodio Arrivo a Forestopoli! (Who's Flying Now?) in cui James del Team Rocket ne cattura un esemplare.

### Absol
Absol (アブソル?, Abusoru) è un Pokémon base di tipo Buio. Ha un aspetto sinistro, con una coda appuntita, artigli da grifone e delle corna e un ciuffo che richiamano la forma e il colore dello yin e yang Viene definito il Pokémon Catastrofe. Solitamente vive ritirato sulle montagne, ma quando avverte un'imminente catastrofe naturale tramite il suo corno, scende a valle e si mostra agli umani per avvertirli del pericolo. Per via di questo suo comportamento la gente, ingrata, ha iniziato a considerarlo un portatore di sventura e di cataclismi. Nonostante ciò, gli anziani sono interessati alla sua capacità di prevedere il disastro. Può muoversi veloce come il vento e si dice che abbia una durata di vita fino a 100 anni.
In Pokémon X e Y ottiene una megaevoluzione denominata MegaAbsol. Emette un'aura spaventosa in grado di uccidere le persone deboli di cuore dallo shock. Dirige questa aura verso i suoi avversari sbattendo le sue "ali", che non sono in grado di volare. Tuttavia non ama assumere questa forma, poiché normalmente non ama proprio combattere..
Nell'anime Absol appare per la prima volta nel corso dell'episodio Pokémon incompresi (Absol-ute Disaster). Ricorpre inoltre il ruolo di protettore di Jirachi nel film Pokémon: Jirachi Wish Maker. In Vera, facciamo il tifo per te (May, We Harley Drew'd Ya!) Drew utilizza un esemplare del Pokémon. È considerato dal pubblico e dalla critica uno dei design più riusciti e uno dei Pokémon migliori della terza generazione.

### Wynaut
Wynaut (ソーナノ?, Sōnano) è un Baby Pokémon di tipo Psico. Si evolve in Wobbuffet con l'aumento di livello. Viene definito il Pokémon Brillante. Il suo volto ha sempre un'espressione allegra, per cui per capire il suo vero stato d'animo è necessario guardare come muove la coda. Adora mangiare, dormire e allenarsi in gruppo.
Nell'anime un esemplare di Wynaut appare per la prima volta nel corso dell'episodio L'ultima medaglia (prima parte) (Beauty is Skin Deep). Il Pokémon seguirà i protagonisti fino a Doppio furto (Why? Why Not!) senza farsi vedere salvo dal Wobbuffet di Jessie del Team Rocket e dal Bayleef e dal Noctowl di Ash Ketchum. Ne Il paradiso delle Bacche (Who, What, When, Where, Wynaut?) i membri del Team Rocket finiscono sull'Isola Miraggio, ma gli unici personaggi che riescono a incontrare Wynaut sono Vera e Drew.

### Snorunt
Snorunt (ユキワラシ?, Yukiwarashi) è un Pokémon base di tipo Ghiaccio. Si evolve in Glalie con l'aumento di livello o in Froslass tramite l'utilizzo della Pietralbore solo se il Pokémon è di sesso femminile. Viene definito il Pokémon Cappelneve. Prospera nelle regioni fredde, dove si nutre di neve e ghiaccio, e può sopravvivere a temperature fino a −101 °C. Molto socievole, vede e vive con altri Snorunt, in gruppi di cinque. Può essere trovato nelle grotte, soprattutto quando il tempo circostante non è nevoso. Un detto popolare sostiene che porti prosperità alle case che visita o in cui vive.
Nell'anime Snorunt appare per la prima volta nel corso dell'episodio Un Pokémon dispettoso (Let it Snow, Let it Snow, Let it Snorunt!) in cui Ash Ketchum cattura un esemplare del Pokémon. Un altro esemplare di Snorunt è presente ne Lo Snorunt perduto (The Drifting Snorunt). Nel manga Pokémon Adventures, Frida possiede un esemplare di Snorunt.

### Glalie
Glalie (オニゴーリ?, Onigōri) è un Pokémon di primo stadio di tipo Ghiaccio. Si evolve da Snorunt. Viene definito il Pokémon Tuttomuso. Il suo corpo è formato da un muso gigante di morbida pietra rivestito da una corazza di ghiaccio perenne. Può congelare l'umidità nell'aria e le sue stesse prede, che poi divora intere a grandi morsi. Predilige Pokémon come Vanillite che sono già congelati.
In Pokémon Rubino Omega e Zaffiro Alpha ottiene una megaevoluzione denominata MegaGlalie. L'energia derivante dall'evoluzione è eruttata dalla sua bocca dislocandone la mascella, così che il Pokémon emette continuamente algide tormente di neve.
Nell'anime Glalie appare per la prima volta nel corso dell'episodio Verso la finale (Rhapsody in Drew!) in cui si evolve lo Snorunt di Ash Ketchum. Un altro esemplare del Pokémon è presente in Lo Snorunt perduto (The Drifting Snorunt). Nel manga Pokémon Adventures, Frida possiede un esemplare di Glalie.

### Spheal
Spheal (タマザラシ?, Tamazarashi) è un Pokémon base di tipo Ghiaccio/Acqua. Si evolve in Sealeo con l'aumento di livello. Viene definito il Pokémon Rotolante. Poiché il suo corpo è poco adatto a nuotare e può camminare solo lentamente, si muove principalmente rotolando sui banchi di ghiaccio. La sua morbida pelliccia lo protegge dal freddo. Quando è allegro o giocondo, come quando mangia in gruppo, questo Pokémon batte le pinne. Di conseguenza, i pasti degli Spheal sono spesso rumorosi. Quando individua una preda, avverte i Walrein del suo branco.
Nell'anime Spheal appare per la prima volta nel corso dell'episodio Guai al museo (The Spheal of Approval). È inoltre presente nel film Pokémon: Destiny Deoxys. Nel manga Pokémon Adventures, Frida possiede un esemplare di Spheal.

### Sealeo
Sealeo (トドグラー?, Todogurā) è un Pokémon di primo stadio di tipo Ghiaccio/Acqua. Si evolve da Spheal ed evolve a sua volta in Walrein con l'aumento di livello. Viene definito il Pokémon Rotapalla. Vive in branchi su lastre di ghiaccio e si immerge in mare per cacciare. Con il naso sensibile annusa i cibi per capire se sono di suo gradimento e si diverte a bilanciare o fare rotolare gli oggetti che trova per testarne l'odore e la consistenza. Questo Pokémon vive nel mare e sul ghiaccio galleggiante e si tuffa sott'acqua per cacciare cinque volte al giorno, e individua le prede fiutandone l'odore.
Nell'anime Sealeo appare per la prima volta nel corso dell'episodio Guai al museo (The Spheal of Approval). È inoltre presente nel film Pokémon: Destiny Deoxys. In Capopalestra e gentiluomo (The Great Eight Fate!) il capopalestra Rodolfo utilizza un esemplare del Pokémon contro Ash Ketchum.

### Walrein
Walrein (トドゼルガ?, Todozeruga) è un Pokémon di secondo stadio di tipo Ghiaccio/Acqua. Si evolve da Sealeo. Viene definito il Pokémon Spaccagelo. Attraversa i mari ghiacciati facendosi strada tra gli iceberg con le grosse zanne. Uno spesso strato adiposo lo protegge dal freddo e dagli attacchi nemici. Sebbene le sue lunghe zanne siano in grado di frantumare fino a 10 tonnellate di ghiaccio in un colpo solo, possono rompersi durante la battaglia. Questo Pokémon può essere trovato in branchi, che sono ferocemente protetti dal leader, disposto a rinunciare alla sua vita per proteggere il gruppo. Un branco di Walrein di solito è composto da 20 a 30 individui. Se le zanne di Walrein si rompono durante una lotta, tornano forti e robuste nell'arco di un anno.
Nell'anime Walrein appare per la prima volta nel corso dell'episodio Combattete il meteorite! (Fight for the Meteorite!) utilizzato dai membri del Team Idro. È inoltre presente nel film Pokémon: Destiny Deoxys. Nel manga Pokémon Adventures, Ivan possiede un esemplare di Walrein.

### Clamperl
Clamperl (パールル?, Pāruru) è un Pokémon base di tipo Acqua. Si evolve in Huntail se scambiato tenendo lo strumento Denteabissi o in Gorebyss se scambiato con Squamabissi. Viene definito il Pokémon Bivalve. Il guscio offre un'eccellente protezione e gli permette anche di intrappolare le sue prede. Nel corso della sua vita produce una singola perla che ha la capacità di aumentare i poteri psichici, ed è 10 volte più preziosa di quelle prodotte da Shellder. È carnivoro, e intrappola la preda con la sua conchiglia. Quando è prossimo all'evoluzione, Clamperl diviene troppo grande per entrare nel suo guscio.
Nell'anime Clamperl appare per la prima volta nel corso dell'episodio La perla contesa (Clamperl of Wisdom), in cui si scopre che il Pokémon produce lo stesso tipo di perle presenti sulla testa di Spoink. In Rivalità fra isole (The Evolutionary War!) due esemplari di Clamperl si evolvono in Gorebyss e Huntail. Nel manga Pokémon Adventures, Adriano ha posseduto un esemplare di Clamperl.

### Huntail
Huntail (ハンテール?, Hantēru) è un Pokémon di primo stadio di tipo Acqua. Si evolve da Clamperl. Viene definito il Pokémon Abissi. Vive negli abissi marini resistendo alla pressione grazie alla sua robusta spina dorsale e potendo vedere nell'oscurità che vi alberga con la sua vista acuta. Illumina la sua coda a guida di pesce per attirare prede e poi ingoiarle intere. Secondo la tradizione, quando un Huntail si arena sulla riva è segno che sta per accadere una disgrazia.
Nell'anime Huntail appare per la prima volta nel corso dell'episodio Rivalità fra isole (The Evolutionary War!). Altri esemplari di Huntail sono presenti ne L'uomo del mare (The Relicanth Really Can!) e Lumineon, un Pokémon straordinario! (Up Close and Personable!).

### Gorebyss
Gorebyss (サクラビス?, Sakurabisu) è un Pokémon di primo stadio di tipo Acqua. Si evolve da Clamperl. Viene definito il Pokémon Sudmarino. Vive nelle profondità dei mari tropicali. Il suo corpo si è indurito nel tempo per potere resistere alle grandi pressioni del fondale. È onnivoro e utilizza i suoi denti per catturare le prede e nutrirsi di alghe. Il colore del suo corpo varia d'intensità in base alla temperatura stagionale dell'acqua, ma anche quando il Pokémon è sazio.
Nell'anime Gorebyss appare per la prima volta nel corso dell'episodio Rivalità fra isole (The Evolutionary War!). Altri esemplari di Gorebyss sono presenti in Capopalestra e gentiluomo (The Great Eight Fate!) e Lumineon, un Pokémon straordinario! (Up Close and Personable!).

### Relicanth
Relicanth (ジーランス?, Jīransu) è un Pokémon base di tipo Acqua/Roccia. Viene definito il Pokémon Longevità. La composizione delle sue squame, insieme al suo corpo grasso e alle vesciche natatorie piene di olio gli permettono di resistere all'intensa pressione delle profondità oceaniche. Relicanth si nutre di organismi microscopici con la sua bocca sdentata. È rimasto invariato per cento milioni di anni e si ritiene sia rimasto tale perché già una forma di vita perfetta. È stato scoperto durante una spedizione in acque profonde da un esploratore che gli ha poi dato il suo nome.
Nell'anime Relicanth appare per la prima volta nel corso dell'episodio Le antiche rovine (A Ruin with a View). Altri esemplari del Pokémon sono presenti in L'uomo del mare (The Relicanth Really Can!), Il ritorno del Team Galassia (Enter Galactic!) e Lumineon, un Pokémon straordinario! (Up Close and Personable!). Nel manga Pokémon Adventures, Sapphire possiede un esemplare di Relicanth.

### Luvdisc
Luvdisc (ラブカス?, Rabukasu) è un Pokémon base di tipo Acqua. Viene definito il Pokémon Rendezvous. Ha preso questo nome per avere seguito una coppia innamorata individuata tra le onde. È molto popolare tra gli innamorati per via di svariate tradizioni, e perciò viene messo nelle piscine degli hotel frequentati dalle coppiette in luna di miele. In passato è stato vittima di una caccia sfrenata per via delle sue scaglie a forma di cuore, che si riteneva facessero trovare l’anima gemella. Durante la primavera forma gruppi che colorano la superficie dell'oceano di un rosa brillante. Luvdisc vive nei mari caldi, dove nidifica tra i rami di Corsola o barriere coralline.
Nell'anime un Luvdisc di proprietà del capopalestra Rodolfo appare per la prima volta nel corso dell'episodio Capopalestra e gentiluomo (The Great Eight Fate!). In Amore subacqueo (Luvdisc is a Many Splendored Thing), episodio speciale appartenente a Pokémon Chronicles, Misty e sua sorella Daisy possiedono due esemplari del Pokémon, rispettivamente chiamati Caserin (カスリン?, Cuserine) e Luverin (ラブリン?, Loverine). Nel manga Pokémon Adventures, Adriano e Rodolfo possiedono esemplari del Pokémon. È considerato uno dei Pokémon più inutili e dall'aspetto più noioso e privo di fantasia.

### Bagon
Bagon (タツベイ?, Tatsubei) è un Pokémon base di tipo Drago. Si evolve in Shelgon con l'aumento di livello. Viene definito il Pokémon Rocciotesta.
Nutre il sogno di volare e per questo si lancia da alti precipizi, finendo inevitabilmente per schiantarsi al suolo sbattendo la testa contro grandi rocce. Questo processo ha reso la sua testa dura come l'acciaio temprato. Bagon è noto per essere piuttosto solitario, preferendo non formare gruppi con altri della sua specie. A volte sfoga la sua frustrazione per non sapere volare anche prendendo a testate tutto ciò che lo circonda.
Nell'anime Bagon appare per la prima volta nel corso dell'episodio Voglia di volare (Let Bagons be Bagons), al termine del quale si evolve in Shelgon. Nell'episodio Una lotta elegante! (A Fashionable Battle!) Sandro schiera un Bagon.

### Shelgon
Shelgon (コモルー?, Komorū) è un Pokémon di primo stadio di tipo Drago. Si evolve da Bagon ed evolve a sua volta in Salamence con l'aumento di livello. Viene definito il Pokémon Resistenza. Il suo corpo è coperto da un guscio duro e pesante, di conseguenza questo Pokémon si muove lentamente e non mangia né beve mai. Tuttavia, Shelgon non muore per ragioni che rimangono sconosciute. All'interno della corazza, nella quale immagazzina l'energia necessaria per evolversi, le sue cellule si trasformano a una rapidità impressionante. Può essere trovato nelle caverne, dove rimane finché non si evolve.
Nell'anime Shelgon appare per la prima volta nel corso dell'episodio Voglia di volare (Let Bagons be Bagons) in cui un esemplare si evolve da Bagon. Drake e Sandro possiedono esemplari del Pokémon.

### Salamence
Salamence (ボーマンダ?, Bōmanda) è un Pokémon di secondo stadio di tipo Drago/Volante. Si evolve da Shelgon. Viene definito il Pokémon Drago. La sua evoluzione innescata dal suo ancestrale desiderio di volare, che gli ha permesso di sviluppare grandi ali rosse. Per dare sfogo ai suoi sentimenti di ira o gioia, vola nel cielo sputando fiamme dalla bocca e bruciando tutto quello che si para sul suo tragitto e tte di volare solo quando è esausto e ha bisogno di dormire. Se infuriato, perde ogni senso di sé e si scatena in una furia incontrollabile, distruggendo tutto ciò che lo circonda.
In Pokémon Rubino Omega e Zaffiro Alpha ottiene una megaevoluzione denominata Mega Salamence. In questo stato le ali si fondono in un'unica appendice a forma di luna crescente e gli arti superiori gli rientrano nella corazza, conferendogli un aspetto estremamente affusolato. La frustrazione del Pokémon nel vedere le sue preziose ali unite e deformate dall’energia della megaevoluzione alimenta la sua natura già brutale e rende probabile che si rivolti anche contro chi l'ha allenato. Per questo motivo Mega Salamence è noto anche come "la mezzaluna intrisa di sangue". Qualsiasi cosa si trovi sul percorso di Salamence viene tagliata in due dalle sue ali simili a lame.
Nell'anime Drake e Sandro possiedono esemplari di Salamence. Altri Salamence sono presenti ne Il Leggendario Ho-Oh (Battling the Enemy Within), La cacciatrice di Pokémon (Mutiny in the Bounty) e nel film Pokémon: Jirachi Wish Maker. Nel manga Pokémon Adventures, Tolomeo possiede un esemplare del Pokémon.

### Beldum
Beldum (ダンバル?, Danbaru) è un Pokémon base di tipo Acciaio/Psico. Si evolve in Metang con l'aumento di livello. Viene definito il Pokémon Ferrosfera. Il suo corpo è privo di sangue ed è invece composto da cellule che agiscono da calamite. Usa il magnetismo per muoversi, comunicare e controllare i suoi attacchi. Quando è infuriato, può causare la rottura dei macchinari vicini. Beldum può anche usare la sua forza magnetica per attirare rapidamente i nemici e quindi usare i suoi artigli affilati per danneggiarli. È raro in natura, ma tende ad abitare in aree con terreno accidentato. Si ancora a una scogliera usando i suoi ganci quando dorme. I Beldum tendono a radunarsi in gruppi, comunicando tra loro telepaticamente e magneticamente e muovendosi in sincronia.
Nell'anime Beldum appare per la prima volta nel corso dell'episodio Rivali alla follia (Less is Morrison). In Un amico ritrovato (Saved by the Beldum!) il Beldum di Morrison si evolve in Metang.

### Metang
Metang (メタング?, Metangu) è un Pokémon di primo stadio di tipo Acciaio/Psico. Si evolve da Beldum ed evolve a sua volta in Metagross con l'aumento di livello. Viene definito il Pokémon Ferrunghia. È nato dalla fusione tra due Beldum, i cui cervelli, uniti da un sistema nervoso magnetico, ne aumentano i poteri psichici. Tuttavia, questo non aumenta il suo intelletto. Il forte campo magnetico da lui generato gli permette di librarsi a mezz'aria. È in grado di ruotare le braccia all'indietro per viaggiare a velocità superiori a 100 km/h in cerca di prede, spesso dei Nosepass.
Nell'anime alcuni esemplari di Metang vengono schierati da Morrison e Alan. Nel manga Pokémon Adventures, Rocco Petri possiede alcuni esemplari di Metang.

### Metagross
Metagross (メタグロス?, Metagurosu) è un Pokémon di secondo stadio di tipo Acciaio/Psico. Si evolve da Metang. Viene definito il Pokémon Ferrarto.
Metagross è il risultato della fusione di due Metang e per questo possiede quattro cervelli in totale, tutti collegati da una complessa rete di neuroni. A causa di queste complesse connessioni e del numero di cervelli, questo Pokémon è in grado di pensare ed eseguire calcoli complessi più rapidamente di un supercomputer. Pertanto, usa la sua intelligenza per analizzare i suoi avversari durante la battaglia. Utilizzando i suoi quattro arti e il peso del suo corpo, atterra le sue vittime e le ingoia con la bocca posta sul ventre. I Metagross possono anche essere trovati su montagne innevate poiché i loro poteri magnetici diventano più forti a temperature gelide.
In Pokémon Rubino Omega e Zaffiro Alpha ottiene una megaevoluzione denominata Mega Metagross. Può raggiungere tale forma collegando se stesso, un Metang e due Beldum insieme. I suoi molteplici cervelli elaborano le informazioni contemporaneamente, consentendogli di valutare con calma l'andamento di una battaglia e sconfiggere il suo avversario con precisione. È disposto a ottenere la vittoria con qualsiasi mezzo, non importa quanto crudele, ma se ciò dovesse risultare impossibile, tenta di affondare i suoi artigli nel suo avversario intenzionato a esplodere.
Nell'anime alcuni esemplari di Metagross sono schierati da Tyson, Alberta, Rocco Petri e Alan. Nell'episodio Gli spaghetti della discordia (Noodles: Roamin' Off) James del Team Rocket si scontra con un esemplare cromatico del Pokémon. Nel manga Pokémon Adventures, Rocco Petri possiede un Metagross.

### Regirock
Regirock (レジロック?, Rejirokku) è un Pokémon base di tipo Roccia. Viene definito il Pokémon Picco. È un Pokémon leggendario composto interamente da roccia. Se il suo corpo viene danneggiato, lo riassembla a partire da nuove rocce. Un tempo era stato imprigionato dagli uomini.
Nell'anime Baldo schiera Regirock nel corso dell'episodio Il leggendario Ho-Oh (Battling the Enemy Within). Regirock è inoltre presente nel film Pokémon: Lucario e il mistero di Mew. Nel manga Pokémon Adventures, Fosco e Drake liberano Regirock dalle Rovine Sabbiose e il Pokémon viene successivamente utilizzato da Baldo.

### Regice
Regice (レジアイス?, Rejiaisu) è un Pokémon base di tipo Ghiaccio. Viene definito il Pokémon Iceberg. È un Pokémon leggendario dall'aspetto di un iceberg, il cui ghiaccio risale all'ultima era glaciale. Si avvolge in un manto d'aria gelida che congela qualsiasi cosa gli si avvicini.
Nell'anime Baldo schiera Regice nel corso dell'episodio Un incontro decisivo (Pace - The Final Frontier!). Regice è inoltre presente nel film Pokémon: Lucario e il mistero di Mew. Nel manga Pokémon Adventures, Frida ed Ester liberano Regice dalla Grotta Insulare e il Pokémon viene successivamente utilizzato da Baldo.

### Registeel
Registeel (レジスチル?, Rejisuchiru) è un Pokémon base di tipo Acciaio. Viene definito il Pokémon Ferro. È un Pokémon leggendario. Il suo corpo è un guscio vuoto formato da un metallo sconosciuto temprato per secoli nel sottosuolo a pressioni elevate, che lo ha reso più resistente ed elastico di qualsiasi altro materiale. Un tempo era stato imprigionato dagli uomini.
Nell'anime Baldo schiera Registeel nel corso dell'episodio Un'infermiera sorprendente (Overjoyed!). Registeel è inoltre presente nel film Pokémon: Lucario e il mistero di Mew. Nel manga Pokémon Adventures, Rocco Petri e Adriano liberano Registeel dalla Tomba Antica e il Pokémon viene successivamente utilizzato da Baldo.

### Latias
Latias (ラティアス?, Ratiasu) è un Pokémon base di tipo Drago/Psico. Viene definito il Pokémon Eone. È un Pokémon leggendario, controparte femminile di Latios. Appare come un eone di colore rosso e bianco. È estremamente intelligente e può capire il linguaggio umano e comunicare telepaticamente con gli altri. Percepisce le emozioni altrui e se avverte ostilità intimorisce il nemico con forti grida o si dà alla fuga. Le piume che gli ricoprono il corpo rifraggono la luce e gli consentono di rendersi invisibile o di assumere l'aspetto di altri Pokémon o di esseri umani. In Pokémon Rubino Omega e Zaffiro Alpha ottiene una megaevoluzione denominata MegaLatias, il cui colore cambia da rosso a viola. In questa forma si differenzia da MegaLatios solo per le dimensioni inferiori e per gli occhi gialli.
Nell'anime Latias appare per la prima volta nel corso del film Pokémon Heroes. L'infermiera Joy di Zafferanopoli possiede un esemplare di Latias. La sua apparizione nel film Pokémon Heroes è stata criticata soprattutto per via della sua trasformazione umana, giudicata troppo "sexy" e "inquietante", e della sua voce stridula e acuta.

### Latios
Latios (ラティオス?, Ratiosu) è un Pokémon base di tipo Drago/Psico. Viene definito il Pokémon Eone. È un Pokémon leggendario, controparte maschile di Latias. È in grado di capire il linguaggio umano e di usare la telepatia per comunicare con gli altri. Reclinando all'indietro gli arti anteriori è in grado di volare più veloce di un aereo a reazione, tuttavia raramente sfrutta questa sua abilità in battaglia dato che ha un temperamento docile e detesta combattere. In Pokémon Rubino Omega e Zaffiro Alpha ottiene una megaevoluzione denominata MegaLatios, il cui colore cambia da blu a viola. In questa forma si differenzia da MegaLatias solo per le dimensioni superiori e per gli occhi rossi.
Nell'anime Latios appare per la prima volta nel corso del film Pokémon Heroes, nel quale si sacrifica per salvare la città di Altomare, trasformandosi in una Gemma dell'Anima. Tobias possiede un esemplare del Pokémon che gli permette di vincere la Lega Pokémon di Sinnoh. Il suo aspetto e la sua voce nel film Pokémon Heroes sono stati oggetto di critiche.

### Kyogre
Kyogre (カイオーガ?, Kaiōga) è un Pokémon base di tipo Acqua. Viene definito il Pokémon Oceano. È un Pokémon leggendario che ha il controllo delle acque e degli oceani. Le narrazioni mitologiche lo descrivono come colui che ha allargato l'estensione del mare con piogge e maree e lo vedono contrapposto a Groudon in un violento conflitto al termine del quale il Pokémon si è ritirato in un lungo letargo. In Pokémon Rubino Omega e Zaffiro Alpha tramite l'archeorisveglio è possibile sbloccare la sua forma ArcheoKyogre. La sua forma base e quella archeorisvegliata campeggiano sulle copertine di Pokémon Zaffiro e Pokémon Zaffiro Alpha.
Nell'anime Kyogre appare per la prima volta nel corso dell'episodio Team contro team (Gaining Groudon) e nella puntata seguente, Battaglia epica (The Scuffle of Legends), combatte contro Groudon. Il Pokémon è inoltre presente nel film Pokémon Ranger e il Tempio del Mare. ArcheoKyogre appare in Megaevoluzione - Episodio Speciale III (Pokémon: Mega Evolution Special III) e nel film Il film Pokémon - Hoopa e lo scontro epocale.

### Groudon
Groudon (グラードン?, Gurādon) è un Pokémon base di tipo Terra. Viene definito il Pokémon Continente. È un Pokémon leggendario che ha il controllo della terra e dei continenti.
Immensamente potente, ha la capacità di evocare intense siccità e causare eruzioni vulcaniche. La siccità che può causare gli consente di fare evaporare l'acqua, mentre le eruzioni vulcaniche
gli consentono di espandere le terre emerse. Dorme sottoterra in grandi camere magmatiche.
In Pokémon Rubino Omega e Zaffiro Alpha tramite l'archeorisveglio è possibile sbloccare la sua forma ArcheoGroudon, che acquisisce il tipo aggiuntivo Fuoco. La sua forma base e quella archeorisvegliata campeggiano sulle copertine di Pokémon Rubino e Pokémon Rubino Omega. Nell'anime Groudon appare per la prima volta nel corso dell'episodio Team contro team (Gaining Groudon) e nella puntata seguente, Battaglia epica (The Scuffle of Legends), combatte contro Kyogre. ArcheoGroudon appare in Megaevoluzione - Episodio Speciale III (Pokémon: Mega Evolution Special III) e nel film Il film Pokémon - Hoopa e lo scontro epocale.

### Rayquaza
Rayquaza (レックウザ?, Rekku'uza) è un Pokémon base di tipo Drago/Volante. Costituisce un trio di Pokémon leggendari insieme a Kyogre e Groudon e la sua immagine è raffigurata sulla copertina di Pokémon Smeraldo. Viene definito il Pokémon Stratosfera. Rayquaza ha vissuto per centinaia di milioni di anni nello strato d'ozono, non scendendo mai a terra. Trovandosi oltre le nuvole e non può essendo avvistabile da terra, si ignorava la sua esistenza.Si nutre dell'acqua e delle particelle presenti nell'atmosfera, oltre che di meteoriti. Grazie all'energia sprigionata da questi ultimi, può megaevolversi. In Pokémon Rubino Omega e Zaffiro Alpha ottiene una megaevoluzione denominata MegaRayquaza.
Nell'anime Rayquaza appare per la prima volta nel corso del film Pokémon: Destiny Deoxys, in cui combatte contro Deoxys. MegaRayquaza compare per la prima volta nel corso di Megaevoluzione - Episodio Speciale III (Pokémon: Mega Evolution Special III).

### Jirachi
Jirachi (ジラーチ?, Jirāchi) è un Pokémon base di tipo Acciaio/Psico. Viene definito il Pokémon Desiderio. Trascorre la sua esistenza dormendo in un guscio di cristallo e risvegliandosi soltanto per una settimana ogni mille anni, al canto di una voce pura. Tuttavia, è ancora in grado di combattere mentre dorme se è in pericolo. si dice che Jirachi riesca a realizzare ogni desiderio espresso dalle persone.
Si tratta di un Pokémon misterioso, non catturabile nei videogiochi ma ottenibile nelle versioni europee e australiane del videogioco Pokémon Channel, compatibile con i titoli di terza generazione, o tramite una distribuzione Nintendo.
Nell'anime Jirachi è protagonista del film Pokémon: Jirachi Wish Maker. Compare nuovamente nell'episodio Rincorrendo un desiderio! (Searching for a Wish!).

### Deoxys
Deoxys (デオキシス?, Deokishisu) è un Pokémon base di tipo Psico. Si tratta di un Pokémon misterioso ed è definito il Pokémon DNA. La sua origine è imputata alla mutazione genetica di un virus proveniente dallo spazio causata dall'esposizione ai raggi laser. È dotato di una grande intelligenza e di poteri psichici. Il suo cervello sembra essere il cristallo nel suo petto, organo in grado di sparare raggi laser.
Possiede quattro forme differenti che differiscono per aspetto e statistiche: la Forma Normale, la Forma Attacco, la Forma Difesa e la Forma Velocità, introdotta solo a partire dalla quarta generazione.
Inoltre a partire da Pokémon Diamante e Perla è possibile variare liberamente tra le quattro forme al di fuori del combattimento. Nell'anime Deoxys è tra i protagonisti del film Pokémon: Destiny Deoxys, nel quale ingaggia una battaglia contro Rayquaza. Appare inoltre negli episodi Un Deoxys in crisi (Pokémon Ranger - Deoxys Crisis!) e Dispersi sull'isola deserta (Cheers on Castaways Isle!).